# 2014-es Formula–1 világbajnokság
A 2014-es Formula–1 világbajnokság sorrendben a 65. Formula–1-es szezon volt. A szezon 19 nagydíjból állt, amin 11 csapat 22 autóval indult. Az egyéni világbajnok a brit Lewis Hamilton (Mercedes) lett 384 ponttal, aki ezzel második világbajnoki címét szerezte meg, a konstruktőri világbajnok pedig a Mercedes lett összesen 701 ponttal, amely először szerezte meg a világbajnoki címet.
A szezon rengeteg változást és érdekességet hozott. Visszatértek a turbómotorok, először (és utoljára) osztottak dupla pontokat a szezonzáró futamon, új nagydíjként bemutatkozott az orosz nagydíj, valamint visszatért az osztrák nagydíj, a japán nagydíjon Jules Bianchi a 21. századi Formula–1 legsúlyosabb balesetét szenvedte el (szintén ő a monacói nagydíjon a Marussia első pontjait szerezte meg), a Marussia csődbe ment, valamint csődközelbe került a Caterham is (ám ők 2,35 millió font összegyűjtésével végül részt tudtak venni a szezonzáró futamon), szintén a Caterhamnél két szezonközi pilótacsere is történt (André Lotterer és Will Stevens is lehetőséget kapott egy-egy nagydíjon), 22 év után először vezetett Formula–1-es autót versenyhétvégén női pilóta Susie Wolff személyében (két szabadedzésen), a korábbi négyszeres világbajnok Sebastian Vettel nem tudta megvédeni címét, a két Mercedes-pilótán (Hamiltonon és Rosbergen) kívül csak a Red Bull-os Daniel Ricciardo tudott futamot nyerni (szám szerint hármat), az egyetlen, nem valamelyik Mercedes-versenyző által elhódított pole-pozíció pedig a Williams-es Felipe Massa nevéhez fűződik.
A Formula–1 története során először külön trófeát osztottak annak a versenyzőnek, aki a legtöbb pole-pozíciót szerezte meg a szezon folyamán, ezt Nico Rosberg nyerte, összesen 11 pole-pozícióval. Rajta kívül csak két pilóta tudott az első rajtkockából indulni: Lewis Hamilton 7, Felipe Massa pedig mindössze 1 alkalommal.

## Az új Formula–1

### Változtatások 2014-től[4]
| A hajtáslánc új felosztása: |
| --- |
| 1. belsőégésű motor (ICE) 2. kinetikus motor-generátor (MGU-K) 3. hőenergiájú motor-generátor (MGU-H) 4. akkumulátor (ES) 5. turbófeltöltő (TC) 6. vezérlőelektronika (CE) |

2014-ben, 25 év után visszatértek a turbófeltöltős motorok a Formula–1-ben. A csapatok a 18 000 percenkénti fordulatra korlátozott V8-as, 2,4 literes motorok helyett V6-os, 1,6 literes turbómotorokat használtak 15 000 percenkénti fordulattal, melyek teljesítménye 600 lóerős volt. A KERS új neve, az ERS - hiszen nem csak a mozgási (kinetikus - "K"), hanem a motor hőenergiáját is hasznosítja - 60 százalékban kapott ebben szerepet. (Az új, kettős hibrid rendszerben a mozgási energiát az ERS-K, míg a turbó hőenergiáját az ERS-H hasznosítja.) Az ERS nagyobb teljesítményű lett, mint a KERS, 60 helyett 120 kW-os, és 7 helyett 33,3 másodpercig lehetett használni. Ez 80 helyett kb. 161 plusz lóerőt jelent. A minimális tömeghatárt eredetileg 690 kg-ra tervezték, de a gumiabroncsok nagyobb tömegét figyelembe véve ezt január végén 691 kg-ra emelték. A maximális üzemanyag-mennyiséget, amivel az autóknak be kell fejezniük a futamokat, 100 kg-ra korlátozták, ez az előző évi mennyiség kétharmada. A maximális üzemanyag átfolyást 100 kg/órában határozták meg. Aerodinamikai téren is történtek változások. Az orrkúp minimális keresztmetszetét 9000 mm²-ben határozták meg, a közepének a padlólemeztől mért maximális távolsága 18,5 cm lehetett. A szezon közepén, júliusban, az FIA betiltotta a speciális interlink felfüggesztést (a FRIC-et), a szingapúri nagydíjtól kezdve pedig a versenyzők rádión kapott üzeneteit is szigorúan szabályozzák. Ennek értelmében a versenymérnök nem közölhet semmilyen olyan információt pilótájával, amelyik a teljesítmény növelését és a többi versenyzőhöz képest taktikai előny kiharcolását segítheti elő (ez csapaton belül is tiltott, azaz a versenyző nem kaphatja meg futam közben a csapattárs telemetriai adatait, köridejét, szektoridejeit stb.). A versenymérnökök vezetési tanácsot sem adhatnak, csak a legalapvetőbb biztonsági és stratégiai információkat közölhetik versenyzőikkel. A kódolt üzenetek és a bokszutca faláról a pályára lógatott pitboardok is tiltólistára kerültek. Ezeket a szabályokat közvetlenül a nagydíj előtt átmenetileg enyhítették, csak 2015-től vették őket szigorúan.

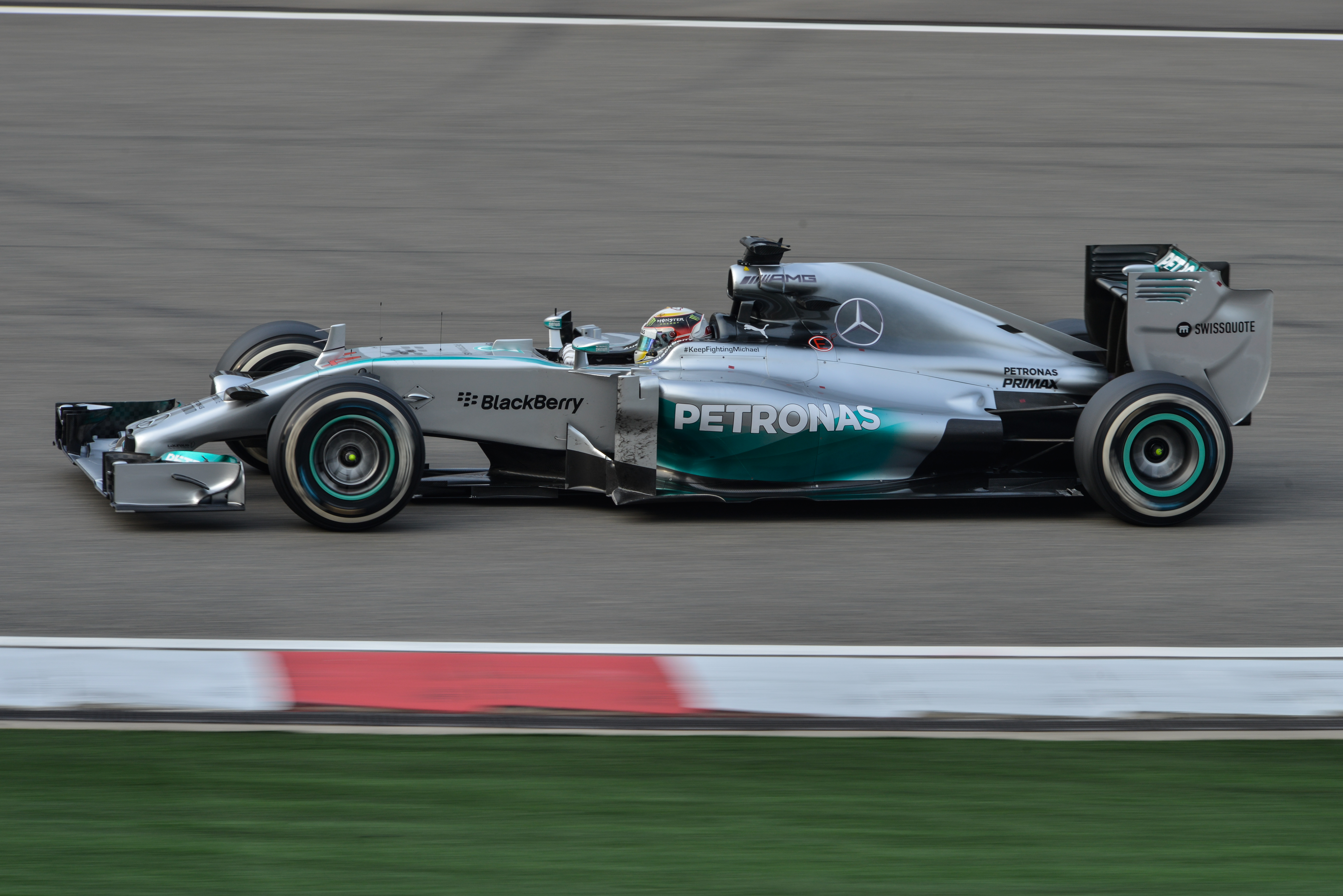
A Mercedes az F1 W05-tel konstruktőri és egyéni bajnoki címet szerzett

A további újdonságok közé tartozik (ezeket 2013. december 9-én fogadta el a Formula–1 Stratégiai Munkacsoportja és a Formula One Commission), hogy az idényzáró nagydíjon (2014-ben, az abu-dzabi nagydíjon) az első tíz helyezett a helyezésének megfelelő pontok kétszeresét kapta (pl. a győztes 25 helyett 50 pontot). Ez a szabály azonban mind a pilóták, mind a csapattagok, mind a sajtó, mind pedig a nagyközönség egyhangú tiltakozását váltotta ki, ezért csupán ebben az évben volt érvényben a szabály, 2015-re eltörölték. A versenyzőknek 2014-től állandó rajtszámokat kell viselniük. Az aktuális világbajnok birtokolhatja az 1-es rajtszámot (de rendelkeznie kell egy másik rajtszámmal is, amit a világbajnokság elvesztése esetén kell majd használnia), a többi versenyző pedig 2 és 99 között választhat. (Ha egy rajtszámra több versenyző is igényt tart, abban az esetben az előző évi összesített eredmények alapján a legjobb kapja meg azt.) 2014-től szabad az addig balszerencsésnek tartott és ezért kihagyott 13-as számot is használni. (A számot 2014-ben Pastor Maldonado választotta ki.) A rajtszámoknak ezentúl nem csak az autó oldalán, hanem a versenyző sisakján is olvashatónak kell lenniük. A rajtszámok változása miatt az időmérő edzésen mért kört nem teljesítő versenyzőket a harmadik szabadedzésen, a Q1-ben, illetve a Q2-ben elért helyezéseik alapján rangsorolják. Ettől az évtől kezdve az időmérő edzések utolsó felvonásának, a Q3-nak a résztvevői egy extra készlet opciós gumiabroncsot kapnak, a versenynek viszont azzal a szettel kell nekivágniuk, amelyikkel a Q2-ben mért legjobb köridejüket futották. A Q2 két perccel rövidebb, míg a Q3 ennek megfelelően két perccel hosszabb. Elutasították a gumiszállító Pirelli azon javaslatát, mely szerint 2014-től kötelezővé kellett volna tenni a futam alatti két kerékcserét.

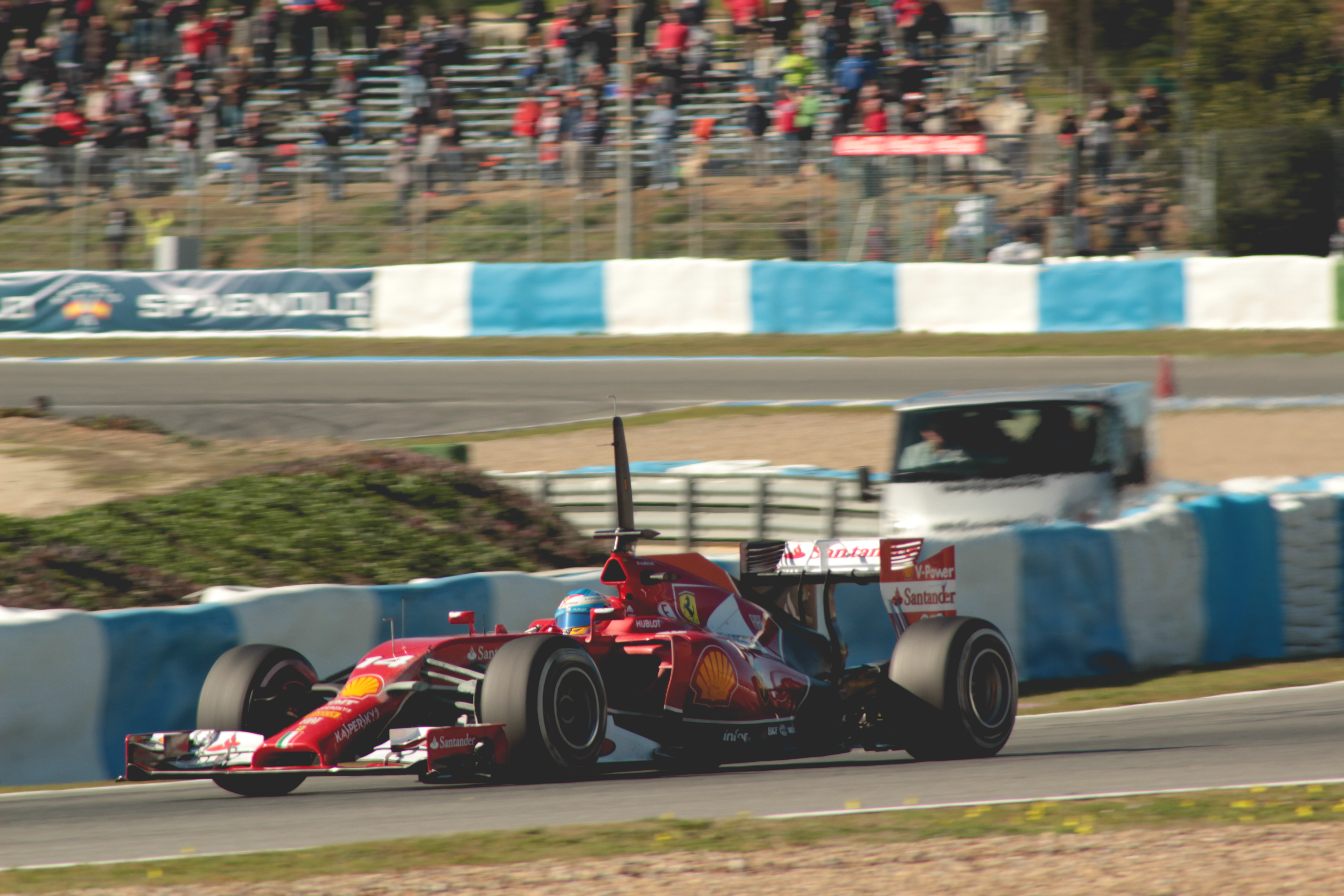
Fernando Alonso az új Ferrari F14 T-t teszteli Jerezben

A versenybírák 2014-től 5 másodperces időbüntetéseket is kioszthatnak a kisebb kihágásokért, ezeket lehetőség lesz a tervezett kerékcserék alatt is letölteni. A szezon során ettől kezdve lehetőség van büntetőpontok kiosztására is a szabálysértésekért. Ha 12 pont összegyűlik, a versenyzőt automatikusan kizárják a következő nagydíjról, a pontok ezután lenullázódnak. Ha az edzések alatt egy versenyzőt nem biztonságosan engednek ki a garázsból, a versenybírák tetszőleges számú rajthellyel hátrébb sorolhatják, a futamon ugyanezért pedig tíz rajthelyes büntetés, illetve bokszutca-áthajtásos büntetés is járhat. A versenyzőknek továbbá nem szabad megállni autójukkal a levezető körön.

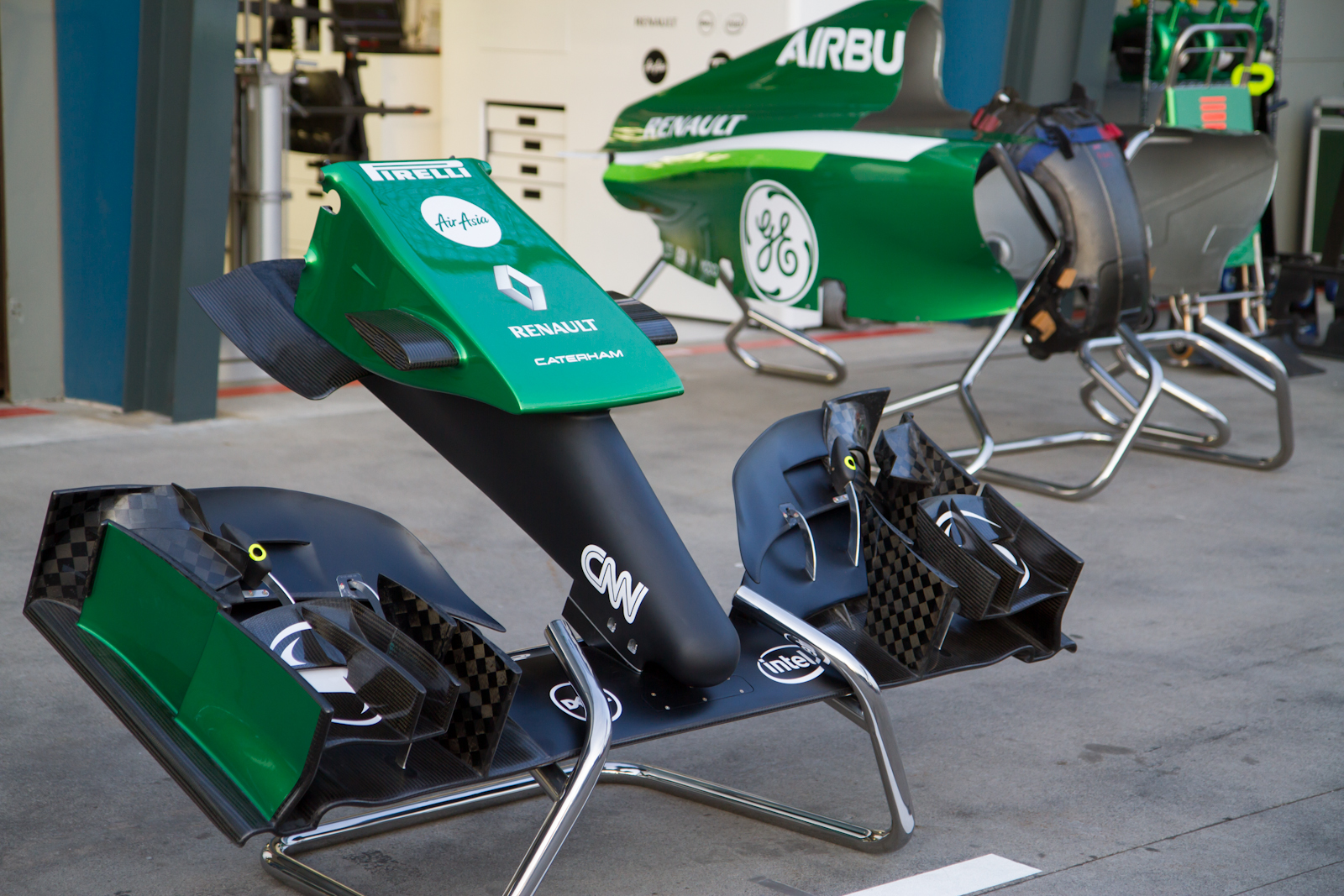
A Caterham F1 Team új autójának, a CT05-nek bizarr megjelenésű orrkúpja

A csapatok az első szabadedzés első fél órájára egy hetedik szett, keményebb keverékű gumit kapnak. A motort hat részre osztották fel. A hajtáslánc 145 kg össztömegű, és ezentúl nem tekinthető egy egységnek: a különféle részeket különböző versenyeken lehetőség van kombinálni. Az eddigi nyolc helyett a szezon során mindössze öt erőforrást lehet használni, egy hatodik, teljesen új motor beszereléséért büntetés jár (a versenyzőnek a bokszutcából kell rajtolnia), míg az erőforrás egy részének cseréjéért tíz rajthelyes büntetés. Minden további, hatodik elemért további öt rajthellyel sorolják hátrébb a versenyzőt, egy hetedik számú elem beszereléséért azonban újból tíz rajtkocka a büntetés, és így tovább. A szabályzat alapján ha egy versenyző 10 rajthelyes büntetést kap, de nem tudják annyi hellyel hátrébb sorolni, mert az időmérőn nem éri el azt a pozíciót (pl. csak 15. lesz a 22 versenyzőből), úgy automatikusan magával viszi a maradék hátrasorolást a következő futamra (pl. ha valakit csak 7 hellyel tudnak hátrébb sorolni egy futamon, az azt követő versenyen még 3 helyes büntetéssel indul, későbbi eredményétől függetlenül). Azonban ha a következő futamon sem éri el az összesített 10 rajthelyes hátrasorolást, az esetben a kettővel későbbi futamra már nem viszi magával a büntetést. A sebességváltót minden ötödik helyett csupán minden hatodik futam után lehet kicserélni az autóban. Ettől az évtől a szerelőknek a bokszutcában az időmérő és a futam során egyaránt sisakot kell viselniük.
A versenyzők ünnepléseivel elnézőbbek lettek a sportbírók: a 2014-es szabálykönyvbe bekerült az a módosítás, mely szerint ezentúl engedélyezik a verseny leintése utáni gumiégetést, amennyiben ezzel nem veszélyeztet másokat, nem kerül a minimális tömeg- és benzinhatár alá és nem késlelteti a díjátadó ünnepséget. (Előző évben Sebastian Vettelt megbüntették, mert az indiai nagydíj leintése után a célegyenesben ünnepelt ilyen módon.) Az új, szigorúbb szabályok miatt azonban a korábbinál is kevesebben választották az ünneplés ilyenfajta módját. 2014-től a legtöbb pole-pozíciót megszerző versenyző külön trófeát kap, ezt 2014-ben Nico Rosberg vihette haza.
A versenyek előtti szabadedzéseken ezentúl egy csapattól két tesztpilóta is vezethet. A szuperlicenccel még nem rendelkező tesztpilóták a teszteken ezentúl csak úgy vehetnek részt, ha az autójuk hátulján a lámpa zölden világít, ezzel jelezve a többi pilótának, hogy tapasztalatlanabb versenyző halad előttük.

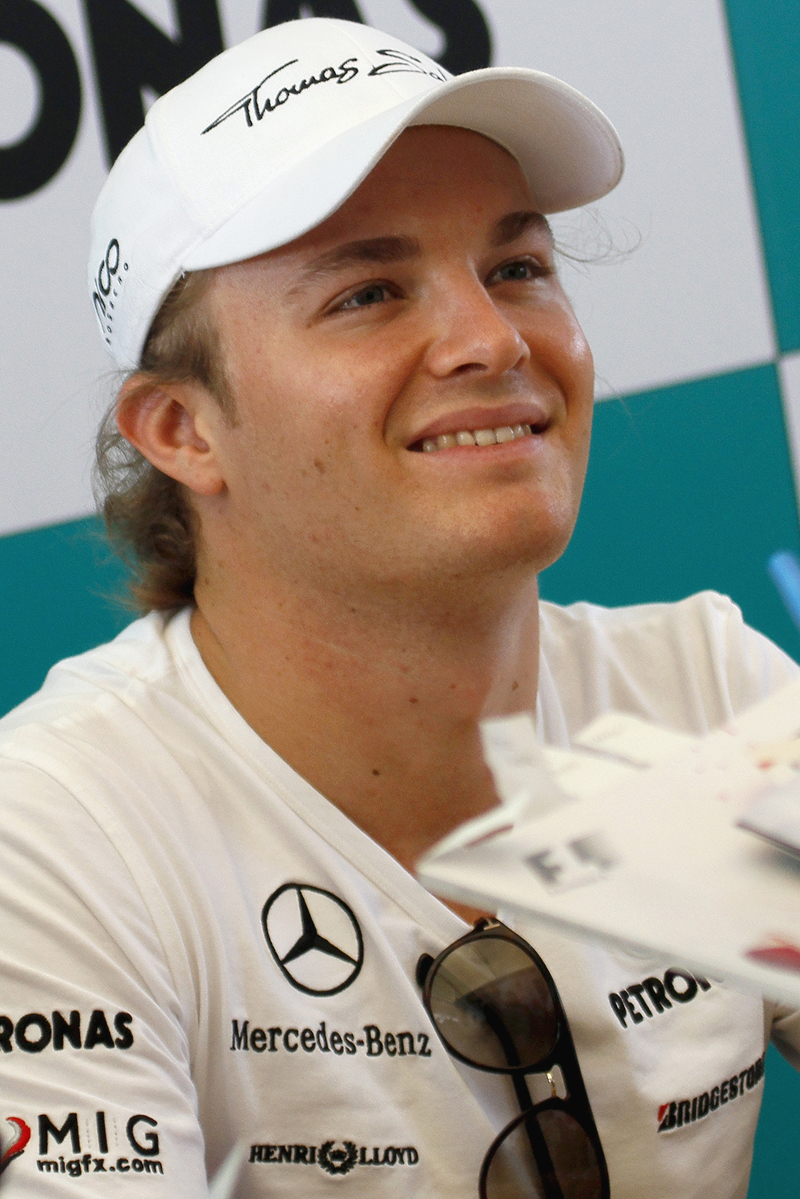
Nico Rosberg megnyerte az újonnan bevezetett pole-trófeát, és csapattársa mögött második lett az összetettben

A közvetítések során ezentúl a versenyzők nevéhez hozzárendelnek egy, a csapatukat megkülönböztető színt is. (A színek itt tekinthetőek meg.) A futamok közvetítése során továbbá időnként látható az egyes versenyzők addig elfogyasztott üzemanyagmennyisége is.
Az évközi silverstone-i teszten kipróbálták a 18 colos kerekeket a Lotuson (2014-ben 13 colos kerekekkel versenyeztek).
Az amerikai és a brazil nagydíjra a megfogyatkozott mezőny miatt a sportbírók átmenetileg módosítottak az időmérő edzés struktúráján: a Q1-ben és a Q2-ben is 4-4 versenyző esett ki, így a 18 pilótából a Q2-be 14, a Q3-ba pedig már a megszokott 10 versenyző jutott tovább. A szezonzáró abu-dzabi nagydíjra visszatért a mezőnybe a csődeljárás közelébe került Caterham, ezért a Q1-ben és a Q2-ben kieső pilóták számát 5-5-re módosították.

### A szezon összefoglalója
22 év után először vezetett női pilóta Formula–1-es versenyautót nagydíjhétvégén: Susie Wolff a brit nagydíj péntek délelőtti szabadedzésén kapott lehetőséget, mint a Williams teszt- és tartalék pilótája.
A japán nagydíjon súlyos balesetet szenvedett Jules Bianchi, életmentő műtétet kellett rajta végrehajtani. Bianchi azonban nem épült fel sérüléséből, és 2015. július 17-én, pénteken éjjel elhunyt Nizzában.
Októberben bejelentették, hogy a Caterham csődeljárás miatt nem vesz részt az amerikai nagydíjon, majd október 27-én kiderült, hogy a Bianchi balesete után csak egy autóval szereplő Marussia is csődeljárást kért maga ellen, így az amerikai nagydíjon mindössze 18 autó (9 csapat a 11-ből) állt rajthoz. A két legkisebb csapat a brazil nagydíjon sem vett részt, részben logisztikai okok miatt. 2014. november 7-én bejelentették a Marussia csődjét, a kiscsapat 2015-től már nem állt rajthoz.
A Mercedes az orosz nagydíjon kettős győzelmével megszerezte a konstruktőri világbajnoki címet, története során első alkalommal, a szezon utolsó futamával bezárólag pedig összesen 701 pontot gyűjtött. Az egyéni világbajnok végül Lewis Hamilton lett, 384 ponttal.
Érdekesség, hogy a Formula–1 történetében addig legtöbb futamon induló, korábban már visszavonult Rubens Barrichello szerződést kötött a Caterham egyik ülésére a szezon utolsó három futamára, ám a kis csapat csődje miatt végül mégsem indulhatott el a futamokon.

## Átigazolások

### Csapatváltások

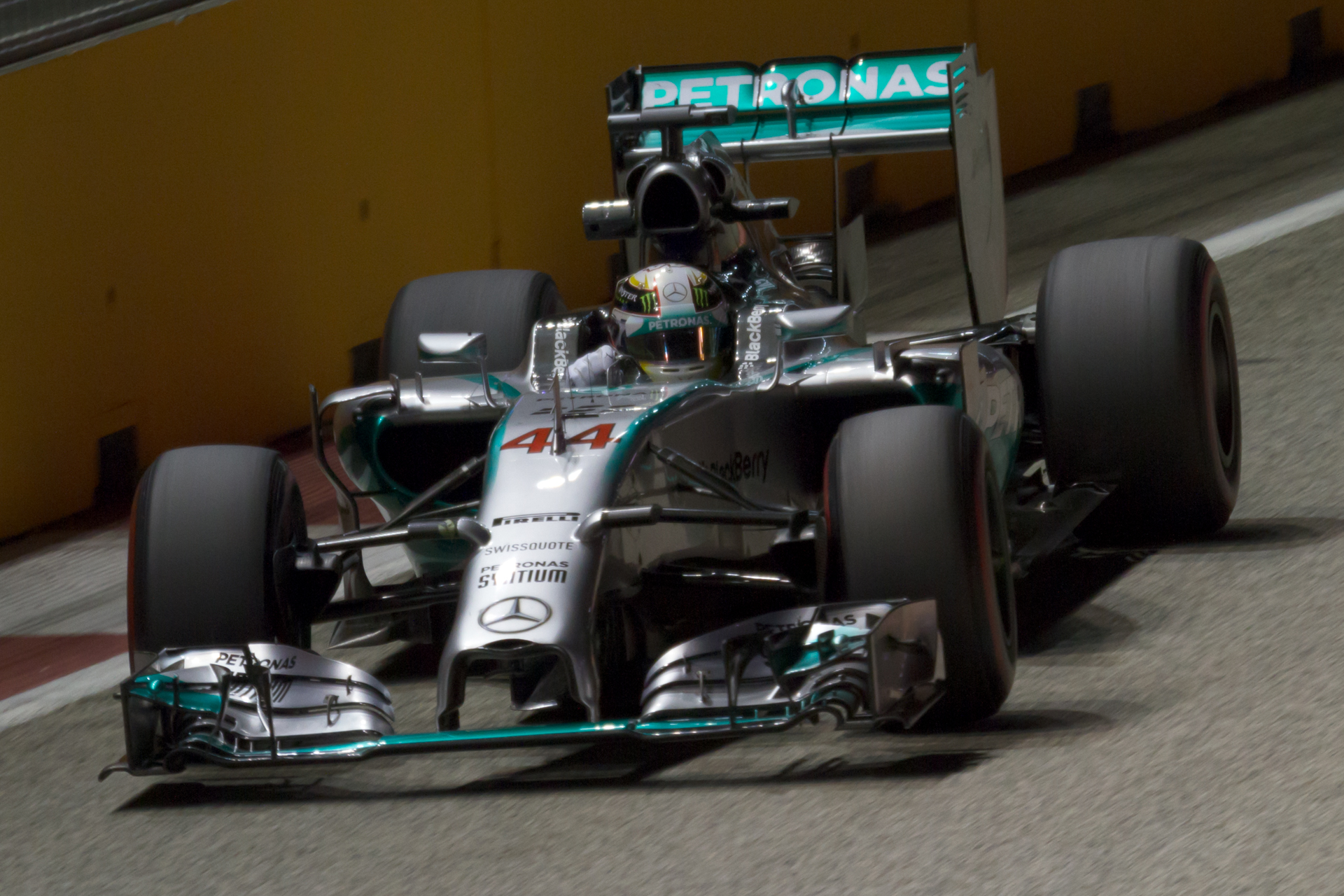
Lewis Hamilton Szingapúrban

- Daniel Ricciardo; Scuderia Toro Rosso pilóta → Infiniti Red Bull Racing pilóta[43]
- Kimi Räikkönen; Lotus F1 Team pilóta → Scuderia Ferrari pilóta[44]
- Felipe Massa;  Scuderia Ferrari pilóta  → Williams F1 Team pilóta[45]
- Pastor Maldonado; Williams F1 Team pilóta  → Lotus F1 Team pilóta[46]
- Nico Hülkenberg; Sauber F1 Team pilóta →  Sahara Force India pilóta[47]
- Sergio Pérez; McLaren Mercedes pilóta →  Sahara Force India pilóta[48]
- Adrian Sutil; Sahara Force India pilóta → Sauber F1 Team pilóta[49]
- Giedo van der Garde; Caterham F1 Team pilóta → Sauber F1 Team tesztpilóta[50]
- Charles Pic; Caterham F1 Team pilóta → Lotus F1 Team tesztpilóta[51]

### Újonc pilóták
- Kevin Magnussen; WSR 3.5 pilóta → McLaren-Mercedes pilóta[52]
- Danyiil Kvjat; GP3 MW Arden pilóta → Scuderia Toro Rosso pilóta[53]
- Marcus Ericsson; GP2 DAMS pilóta → Caterham F1 Team pilóta[54]
- André Lotterer; Le Mans pilóta → Caterham F1 Team pilóta (csak a belga nagydíjon Kobajasi Kamui helyett)[55]
- Will Stevens; WSR 3.5 pilóta → Caterham F1 Team pilóta (csak a abu-dzabi nagydíjon Marcus Ericsson helyett)[56]

### Visszatérő pilóták
- Kobajasi Kamui; FIA WEC, AF Corse pilóta → Caterham F1 Team pilóta[57]

### Távozó pilóták

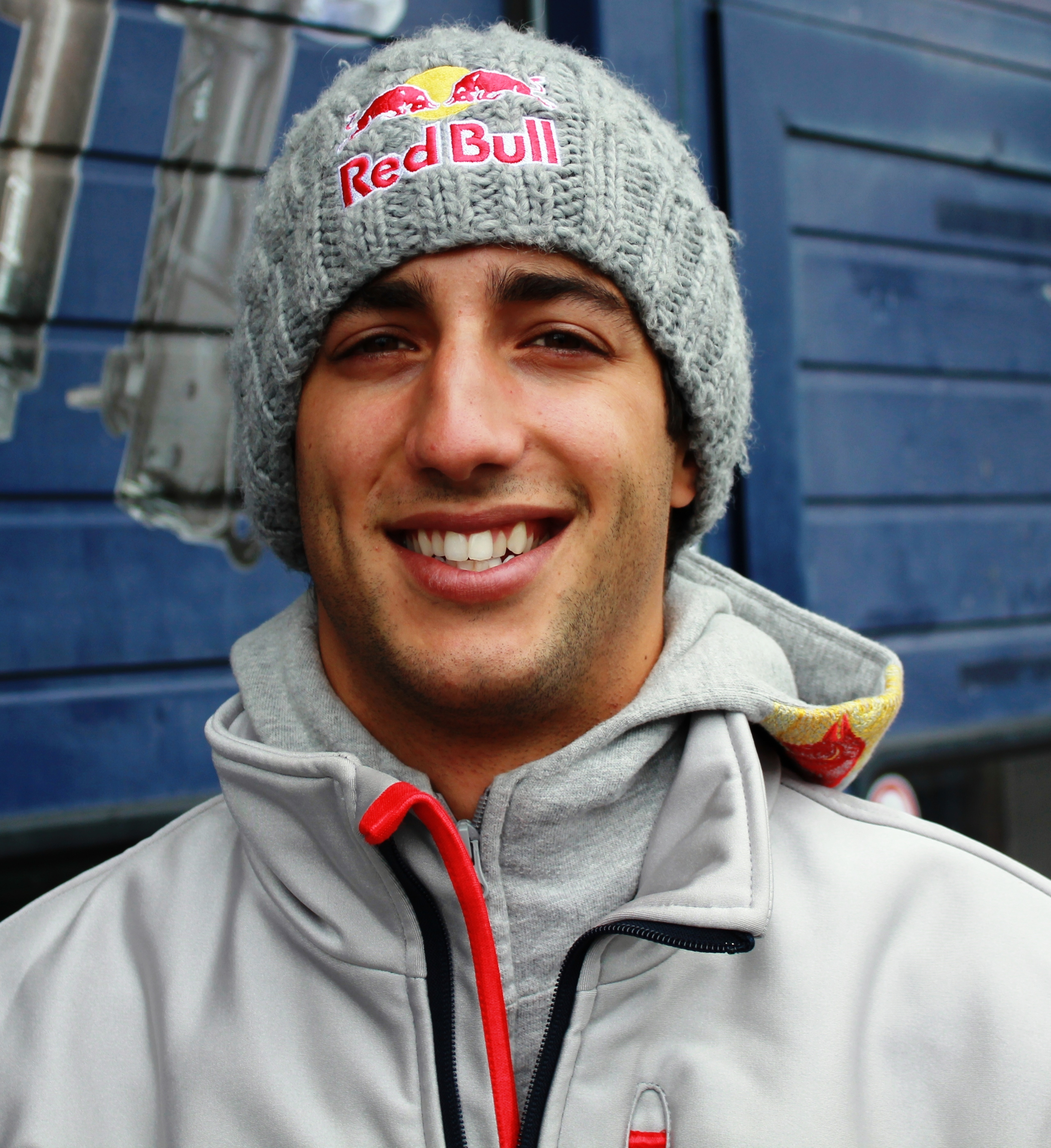
Daniel Ricciardo első Red Bullos évében négyszeres világbajnok csapattársát, Sebastian Vettelt is megelőzve az összetett harmadik helyén zárt.

- Mark Webber; Infiniti Red Bull Racing pilóta → FIA WEC, Porsche Team pilóta[58]
- Paul di Resta; Sahara Force India pilóta → DTM Mercedes, HWA Team pilóta[59]
- Heikki Kovalainen; Lotus F1 Team pilóta → (csak az előző szezon utolsó két nagydíján vezetett Kimi Räikkönen helyett)[60]

### Pénteki tesztpilóták/Beugró pilóták
- Szergej Szirotkin; → Sauber F1 Team tesztpilóta[61]
- Felipe Nasr; → Williams F1 Team tesztpilóta[62]
- Susie Wolff; → Williams F1 Team tesztpilóta[63]
- Alexander Rossi; → Caterham F1 Team és Marussia F1 Team tesztpilóta[64]
- Robin Frijns; Sauber F1 Team tesztpilóta → Caterham F1 Team tesztpilóta[65]
- Stoffel Vandoorne; Renault WSR 3.5 pilóta → McLaren-Mercedes tesztpilóta[66]
- Daniel Juncadella; DTM AMG Mercedes, Mücke Motorsport pilóta → Sahara Force India tesztpilóta[67]
- Roberto Merhi; Renault WSR 3.5 Zeta Corse pilóta → Caterham F1 Team tesztpilóta[68]
- Max Verstappen; Formula–3 Van Amersfoort Racing pilóta → Scuderia Toro Rosso tesztpilóta[69]
- Esteban Ocon; Renault WSR 3.5 Comtec Racing pilóta → Lotus F1 Team tesztpilóta[70]
- Adderly Fong; GP3 Jenzer Motorsport pilóta → Sauber F1 Team tesztpilóta[71]

## A szezon előtt

### Új autófejlesztések

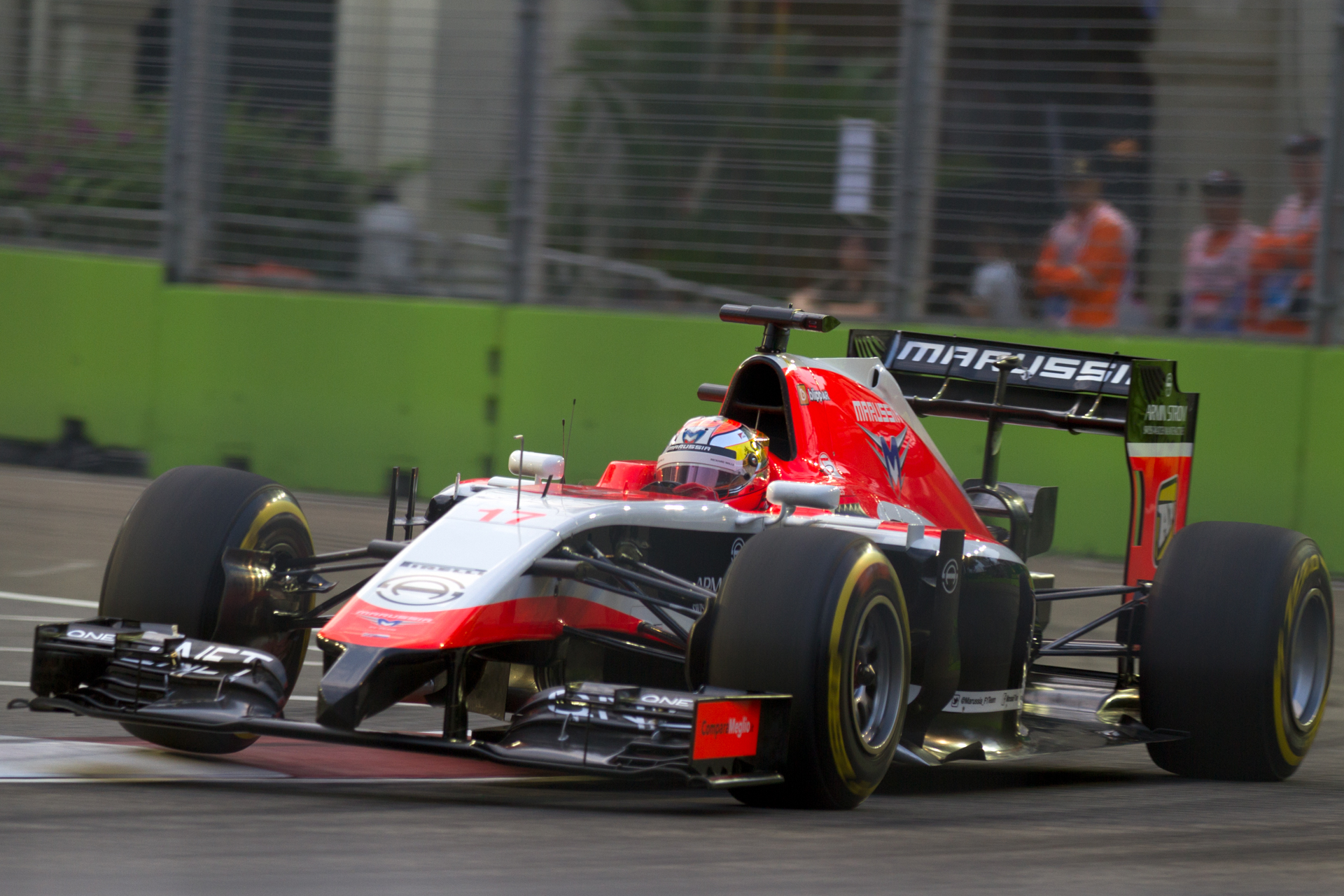
Jules Bianchi a Marussia fennállásának első pontjait szerezte meg Monte Carlóban. Később balesetben elhunyt.

| Konstruktőr | Autó   | Bemutató ideje | Bemutató helye                   |
| ----------- | ------ | -------------- | -------------------------------- |
| Force India | VJM07  | január 22.     | Silverstone, Egyesült Királyság‡ |
| Williams    | FW36   | január 23.     | Grove, Egyesült Királyság‡       |
| McLaren     | MP4-29 | január 24.     | Woking, Egyesült Királyság‡      |
| Ferrari     | F14 T  | január 25.     | Maranello, Olaszország‡          |
| Sauber      | C33    | január 26.     | Hinwil, Svájc‡                   |
| Toro Rosso  | STR9   | január 27.     | Jerez, Spanyolország             |
| Red Bull    | RB10   | január 28.     | Jerez, Spanyolország             |
| Mercedes    | F1 W05 | január 28.     | Jerez, Spanyolország             |
| Caterham    | CT05   | január 28.     | Jerez, Spanyolország             |
| Marussia    | MR03   | január 30.     | Jerez, Spanyolország             |
| Lotus       | E22    | február 7.     | Enstone, Egyesült Királyság‡     |

‡ - online bemutató

### Tesztek
| Dátum        | Helyszín                           | Pálya                         | Leggyorsabb versenyző | Csapat      | Idő      | Kör |
| ------------ | ---------------------------------- | ----------------------------- | --------------------- | ----------- | -------- | --- |
| Január 28.   | Jerez, Spanyolország               | Circuito de Jerez-Ángel Nieto | Kimi Räikkönen        | Ferrari     | 1:27,104 | 31  |
| Január 29.   | Jerez, Spanyolország               | Circuito de Jerez-Ángel Nieto | Jenson Button         | McLaren     | 1:24,165 | 43  |
| Január 30.   | Jerez, Spanyolország               | Circuito de Jerez-Ángel Nieto | Kevin Magnussen       | McLaren     | 1:23,276 | 52  |
| Január 31.   | Jerez, Spanyolország               | Circuito de Jerez-Ángel Nieto | Felipe Massa          | Williams    | 1:28,229 | 86  |
| Február 19.  | Szahír, Bahrein                    | Bahrain International Circuit | Nico Hülkenberg       | Force India | 1:36,880 | 78  |
| Február 20.  | Szahír, Bahrein                    | Bahrain International Circuit | Kevin Magnussen       | McLaren     | 1:34,910 | 46  |
| Február 21.  | Szahír, Bahrein                    | Bahrain International Circuit | Lewis Hamilton        | Mercedes    | 1:34,263 | 67  |
| Február 22.  | Szahír, Bahrein                    | Bahrain International Circuit | Nico Rosberg          | Mercedes    | 1:33,283 | 89  |
| Február 27.  | Szahír, Bahrein                    | Bahrain International Circuit | Sergio Pérez          | Force India | 1:35,290 | 105 |
| Február 28.  | Szahír, Bahrein                    | Bahrain International Circuit | Sergio Pérez          | Force India | 1:35,570 | 108 |
| Március 1.   | Szahír, Bahrein                    | Bahrain International Circuit | Felipe Massa          | Williams    | 1:33,258 | 99  |
| Március 2.   | Szahír, Bahrein                    | Bahrain International Circuit | Lewis Hamilton        | Mercedes    | 1:33,278 | 70  |
| Április 8.   | Szahír, Bahrein                    | Bahrain International Circuit | Nico Rosberg          | Mercedes    | 1:35,697 | 121 |
| Április 9.   | Szahír, Bahrein                    | Bahrain International Circuit | Lewis Hamilton        | Mercedes    | 1:34,136 | 118 |
| Május 13.    | Barcelona, Spanyolország           | Circuit de Catalunya          | Max Chilton           | Marussia    | 1:26,434 | 60  |
| Május 14.    | Barcelona, Spanyolország           | Circuit de Catalunya          | Pastor Maldonado      | Lotus       | 1:24,871 | 102 |
| Július 8.    | Silverstone, Egyesült Királyság    | Silverstone Circuit           | Felipe Massa          | Williams    | 1:35,242 | 42  |
| Július 9.    | Silverstone, Egyesült Királyság    | Silverstone Circuit           | Jules Bianchi         | Ferrari     | 1:35,262 | 89  |
| November 25. | Abu-Dzabi, Egyesült Arab Emírségek | Yas Marina Circuit            | Valtteri Bottas       | Williams    | 1:43,396 | 80  |
| November 26. | Abu-Dzabi, Egyesült Arab Emírségek | Yas Marina Circuit            | Pascal Wehrlein       | Mercedes    | 1:42,624 | 96  |

#### Részletes teszteredmények
| Jerez, Spanyolország                                                                                            | Jerez, Spanyolország | Jerez, Spanyolország | Jerez, Spanyolország | Jerez, Spanyolország | Jerez, Spanyolország | Jerez, Spanyolország | Jerez, Spanyolország | Jerez, Spanyolország | Jerez, Spanyolország |
| --- | -------------------- | -------------------- | -------------------- | -------------------- | -------------------- | -------------------- | -------------------- | -------------------- | -------------------- |
| Időjárás: január 28. – száraz • január 29. – esős, száraz • január 30. – száraz • január 31. – esős, felszáradó |                      |                      |                      |                      |                      |                      |                      |                      |                      |
| Dátum | Hely.                | Versenyző            | Csapat/motor         | Modell               | Idő                  | Kül.                 | Előző                | Km/ó                 | Kör                  |
| január 28. | 1                    | Kimi Räikkönen       | Ferrari              | F14 T                | 1:27,104             | -                    | -                    | 183,009              | 31                   |
| január 28. | 2                    | Lewis Hamilton       | Mercedes             | F1 W05               | 1:27,820             | +0,716               | +0,716               | 181,517              | 18                   |
| január 28. | 3                    | Valtteri Bottas      | Williams-Mercedes    | FW36                 | 1:30,082             | +2,978               | +2,262               | 176,959              | 7                    |
| január 28. | 4                    | Sergio Pérez         | Force India-Mercedes | VJM07                | 1:33,161             | +6,057               | +3,079               | 171,110              | 11                   |
| január 28. | 5                    | Jean-Éric Vergne     | Toro Rosso-Renault   | STR9                 | 1:36,530             | +9,426               | +3,369               | 165,138              | 15                   |
| január 28. | 6                    | Esteban Gutiérrez    | Sauber-Ferrari       | C33                  | 1:42,257             | +15,153              | +5,727               | 155,890              | 7                    |
| január 28. | 7                    | Sebastian Vettel     | Red Bull-Renault     | RB10                 | idő nélkül           | -                    | -                    | -                    | 3                    |
| január 28. | 8                    | Marcus Ericsson      | Caterham-Renault     | CT05                 | idő nélkül           | -                    | -                    | -                    | 1                    |
| január 28. | Forrás               |                      |                      |                      |                      |                      |                      |                      |                      |
| január 29. | 1                    | Jenson Button        | McLaren-Mercedes     | MP4-29               | 1:24,165             | -                    | -                    | 189,399              | 43                   |
| január 29. | 2                    | Kimi Räikkönen       | Ferrari              | F14 T                | 1:24,812             | +0,647               | +0,647               | 187,955              | 47                   |
| január 29. | 3                    | Valtteri Bottas      | Williams-Mercedes    | FW36                 | 1:25,344             | +1,179               | +0,532               | 186,783              | 35                   |
| január 29. | 4                    | Nico Rosberg         | Mercedes             | F1 W05               | 1:25,588             | +1,423               | +0,244               | 186,250              | 97                   |
| január 29. | 5                    | Sergio Pérez         | Force India-Mercedes | VJM07                | 1:28,376             | +4,211               | +2,788               | 180,375              | 37                   |
| január 29. | 6                    | Esteban Gutiérrez    | Sauber-Ferrari       | C33                  | 1:33,270             | +9,105               | +4,894               | 170,910              | 53                   |
| január 29. | 7                    | Marcus Ericsson      | Caterham-Renault     | CT05                 | 1:37,975             | +13,810              | +4,705               | 162,703              | 11                   |
| január 29. | 8                    | Sebastian Vettel     | Red Bull-Renault     | RB10                 | 1:38,320             | +14,155              | +0,345               | 162,132              | 8                    |
| január 29. | Forrás               |                      |                      |                      |                      |                      |                      |                      |                      |
| január 30. | 1                    | Kevin Magnussen      | McLaren-Mercedes     | MP4-29               | 1:23,276             | -                    | -                    | 191,421              | 52                   |
| január 30. | 2                    | Felipe Massa         | Williams-Mercedes    | FW36                 | 1:23,700             | +0,424               | +0,424               | 190,452              | 47                   |
| január 30. | 3                    | Lewis Hamilton       | Mercedes             | F1 W05               | 1:23,952             | +0.676               | +0,252               | 189,880              | 62                   |
| január 30. | 4                    | Jenson Button        | McLaren-Mercedes     | MP4-29               | 1:25.030             | +1,754               | +1,078               | 187.473              | 40                   |
| január 30. | 5                    | Fernando Alonso      | Ferrari              | F14 T                | 1:25,495             | +2,219               | +0,465               | 186,453              | 58                   |
| január 30. | 6                    | Nico Hülkenberg      | Force India-Mercedes | VJM07                | 1:26,096             | +2,820               | +0,601               | 185,151              | 17                   |
| január 30. | 7                    | Jean-Éric Vergne     | Toro Rosso-Renault   | STR9                 | 1:29,915             | +6.639               | +3,819               | 177,287              | 30                   |
| január 30. | 8                    | Adrian Sutil         | Sauber-Ferrari       | C33                  | 1:30,161             | +6,885               | +0,246               | 176,804              | 33                   |
| január 30. | 9                    | Robin Frijns         | Caterham-Renault     | CT05                 | idő nélkül           | -                    | -                    | -                    | 10                   |
| január 30. | 10                   | Max Chilton          | Marussia-Ferrari     | MR03                 | idő nélkül           | -                    | -                    | -                    | 5                    |
| január 30. | 11                   | Daniel Ricciardo     | Red Bull-Renault     | RB10                 | idő nélkül           | -                    | -                    | -                    | 3                    |
| január 30. | Forrás               |                      |                      |                      |                      |                      |                      |                      |                      |
| január 31. | 1                    | Felipe Massa         | Williams-Mercedes    | FW36                 | 1:28,229             | -                    | -                    | 180,675              | 86                   |
| január 31. | 2                    | Fernando Alonso      | Ferrari              | F14 T                | 1:29,145             | +0,916               | +0,916               | 178,819              | 115                  |
| január 31. | 3                    | Daniel Juncadella    | Force India-Mercedes | VJM07                | 1:29,457             | +1,228               | +0,312               | 178,195              | 81                   |
| január 31. | 4                    | Kevin Magnussen      | McLaren-Mercedes     | MP4-29               | 1:30,806             | +2,577               | +1,349               | 175,548              | 110                  |
| január 31. | 5                    | Lewis Hamilton       | Mercedes             | F1 W05               | 1:30,822             | +2,593               | +0,016               | 175,517              | 41                   |
| január 31. | 6                    | Jules Bianchi        | Marussia-Ferrari     | MR03                 | 1:32,222             | +3,993               | +1,400               | 172,852              | 25                   |
| január 31. | 7                    | Adrian Sutil         | Sauber-Ferrari       | C33                  | 1:36,571             | +8,342               | +4,349               | 165,068              | 69                   |
| január 31. | 8                    | Nico Rosberg         | Mercedes             | F1 W05               | 1:36,951             | +8,722               | +0,380               | 164,421              | 91                   |
| január 31. | 9                    | Kobajasi Kamui       | Caterham-Renault     | CT05                 | 1:43,193             | +14,964              | +6,242               | 154,476              | 54                   |
| január 31. | 10                   | Danyiil Kvjat        | Toro Rosso-Renault   | STR9                 | 1:44,016             | +15,787              | +0,823               | 153,253              | 9                    |
| január 31. | 11                   | Daniel Ricciardo     | Red Bull-Renault     | RB10                 | 1:45,374             | +17,145              | +1,358               | 151,278              | 7                    |
| január 31. | Forrás               |                      |                      |                      |                      |                      |                      |                      |                      |
| A Lotus-Renault nem vett részt a teszten.                                                                       |                      |                      |                      |                      |                      |                      |                      |                      |                      |
| Összesített eredmények                                                                                          |                      |                      |                      |                      |                      |                      |                      |                      |                      |

| Szahír, Bahrein 1.                                                                                  | Szahír, Bahrein 1. | Szahír, Bahrein 1. | Szahír, Bahrein 1.   | Szahír, Bahrein 1. | Szahír, Bahrein 1. | Szahír, Bahrein 1. | Szahír, Bahrein 1. | Szahír, Bahrein 1. | Szahír, Bahrein 1. |
| --------------------------------------------------------------------------------------------------- | ------------------ | ------------------ | -------------------- | ------------------ | ------------------ | ------------------ | ------------------ | ------------------ | ------------------ |
| Időjárás: február 19. – száraz • február 20. – száraz • február 21. – száraz • február 22. – száraz |                    |                    |                      |                    |                    |                    |                    |                    |                    |
| Dátum                                                                                               | Hely.              | Versenyző          | Csapat/motor         | Modell             | Idő                | Kül.               | Előző              | Km/ó               | Kör                |
| február 19.                                                                                         | 1                  | Nico Hülkenberg    | Force India-Mercedes | VJM07              | 1:36,880           | -                  | -                  | 201,107            | 78                 |
| február 19.                                                                                         | 2                  | Fernando Alonso    | Ferrari              | F14 T              | 1:37,879           | +0,999             | +0,999             | 199,054            | 64                 |
| február 19.                                                                                         | 3                  | Lewis Hamilton     | Mercedes             | F1 W05             | 1:37,908           | +1,028             | +0,029             | 198,995            | 74                 |
| február 19.                                                                                         | 4                  | Kevin Magnussen    | McLaren-Mercedes     | MP4-29             | 1:38,295           | +1,415             | +0,387             | 198,212            | 81                 |
| február 19.                                                                                         | 5                  | Sebastian Vettel   | Red Bull-Renault     | RB10               | 1:40,224           | +3,344             | +1,929             | 194,397            | 14                 |
| február 19.                                                                                         | 6                  | Adrian Sutil       | Sauber-Ferrari       | C33                | 1:40,443           | +3,563             | +0,219             | 193,973            | 82                 |
| február 19.                                                                                         | 7                  | Robin Frijns       | Caterham-Renault     | CT05               | 1:42,534           | +5,654             | +2,091             | 190,017            | 68                 |
| február 19.                                                                                         | 8                  | Danyiil Kvjat      | Toro Rosso-Renault   | STR9               | 1:44,346           | +7,466             | +1,812             | 186,717            | 5                  |
| február 19.                                                                                         | 9                  | Romain Grosjean    | Lotus-Renault        | E22                | 1:44,832           | +7,952             | +0,486             | 185,852            | 8                  |
| február 19.                                                                                         | 10                 | Felipe Massa       | Williams-Mercedes    | FW36               | idő nélkül         | -                  | -                  | -                  | 5                  |
| február 19.                                                                                         | 11                 | Jules Bianchi      | Marussia-Ferrari     | MR03               | idő nélkül         | -                  | -                  | -                  | 3                  |
| február 19.                                                                                         | Forrás             |                    |                      |                    |                    |                    |                    |                    |                    |
| február 20.                                                                                         | 1                  | Kevin Magnussen    | McLaren-Mercedes     | MP4-29             | 1:34,910           | -                  | -                  | 205,281            | 46                 |
| február 20.                                                                                         | 2                  | Nico Hülkenberg    | Force India-Mercedes | VJM07              | 1:36,445           | +1,535             | +1,535             | 202,014            | 59                 |
| február 20.                                                                                         | 3                  | Fernando Alonso    | Ferrari              | F14 T              | 1:36,516           | +1,606             | +0,071             | 201,865            | 97                 |
| február 20.                                                                                         | 4                  | Nico Rosberg       | Mercedes             | F1 W05             | 1:36,965           | +2,055             | +0,449             | 200,930            | 85                 |
| február 20.                                                                                         | 5                  | Valtteri Bottas    | Williams-Mercedes    | FW36               | 1:37,328           | +2,418             | +0,363             | 200,181            | 116                |
| február 20.                                                                                         | 6                  | Kobajasi Kamui     | Caterham-Renault     | CT05               | 1:39,855           | +4,945             | +2,527             | 195,115            | 66                 |
| február 20.                                                                                         | 7                  | Sebastian Vettel   | Red Bull-Renault     | RB10               | 1:40,340           | +5,430             | +0,485             | 194,172            | 59                 |
| február 20.                                                                                         | 8                  | Jean-Éric Vergne   | Toro Rosso-Renault   | STR9               | 1:40,609           | +5,699             | +0,269             | 193,653            | 58                 |
| február 20.                                                                                         | 9                  | Esteban Gutiérrez  | Sauber-Ferrari       | C33                | 1:40,717           | +5,807             | +0,108             | 193,445            | 55                 |
| február 20.                                                                                         | 10                 | Romain Grosjean    | Lotus-Renault        | E22                | 1:41,670           | +6,760             | +0,953             | 191,632            | 18                 |
| február 20.                                                                                         | 11                 | Max Chilton        | Marussia-Ferrari     | MR03               | 1:42,511           | +7,601             | +0,841             | 190,060            | 17                 |
| február 20.                                                                                         | Forrás             |                    |                      |                    |                    |                    |                    |                    |                    |
| február 21.                                                                                         | 1                  | Lewis Hamilton     | Mercedes             | F1 W05             | 1:34,263           | -                  | -                  | 206,690            | 67                 |
| február 21.                                                                                         | 2                  | Jenson Button      | McLaren-Mercedes     | MP4-29             | 1:34,976           | +0,713             | +0,713             | 205,138            | 103                |
| február 21.                                                                                         | 3                  | Felipe Massa       | Williams-Mercedes    | FW36               | 1:37,066           | +2,803             | +2,090             | 200,721            | 60                 |
| február 21.                                                                                         | 4                  | Esteban Gutiérrez  | Sauber-Ferrari       | C33                | 1:37,180           | +2,917             | +0,114             | 200,486            | 96                 |
| február 21.                                                                                         | 5                  | Sergio Pérez       | Force India-Mercedes | VJM07              | 1:37,367           | +3,104             | +0,187             | 200,101            | 57                 |
| február 21.                                                                                         | 6                  | Kimi Räikkönen     | Ferrari              | F14 T              | 1:37,476           | +3,213             | +0,109             | 199,877            | 44                 |
| február 21.                                                                                         | 7                  | Danyiil Kvjat      | Toro Rosso-Renault   | STR9               | 1:38,974           | +4,711             | +1,498             | 196,852            | 57                 |
| február 21.                                                                                         | 8                  | Pastor Maldonado   | Lotus-Renault        | E22                | 1:39,642           | +5,379             | +0,668             | 195,532            | 26                 |
| február 21.                                                                                         | 9                  | Daniel Ricciardo   | Red Bull-Renault     | RB10               | 1:40,781           | +6,518             | +1,139             | 193,322            | 28                 |
| február 21.                                                                                         | 10                 | Marcus Ericsson    | Caterham-Renault     | CT05               | 1:42,130           | +7,867             | +1,349             | 190,769            | 98                 |
| február 21.                                                                                         | 11                 | Max Chilton        | Marussia-Ferrari     | MR03               | 1:46,672           | +12,409            | +4,542             | 182,646            | 4                  |
| február 21.                                                                                         | 12                 | Valtteri Bottas    | Williams-Mercedes    | FW36               | idő nélkül         | -                  | -                  | -                  | 55                 |
| február 21.                                                                                         | Forrás             |                    |                      |                    |                    |                    |                    |                    |                    |
| február 22.                                                                                         | 1                  | Nico Rosberg       | Mercedes             | F1 W05             | 1:33,283           | -                  | -                  | 208,861            | 89                 |
| február 22.                                                                                         | 2                  | Jenson Button      | McLaren-Mercedes     | MP4-29             | 1:34,957           | +1,674             | +1,674             | 205,179            | 66                 |
| február 22.                                                                                         | 3                  | Kimi Räikkönen     | Ferrari              | F14 T              | 1:36,718           | +3,435             | +1,761             | 201,443            | 82                 |
| február 22.                                                                                         | 4                  | Felipe Nasr        | Williams-Mercedes    | FW36               | 1:37,569           | +4,286             | +0,851             | 199,686            | 87                 |
| február 22.                                                                                         | 5                  | Pastor Maldonado   | Lotus-Renault        | E22                | 1:38,707           | +5,424             | +1,138             | 197,384            | 59                 |
| február 22.                                                                                         | 6                  | Sergio Pérez       | Force India-Mercedes | VJM07              | 1:39,258           | +5,975             | +0,551             | 196,288            | 19                 |
| február 22.                                                                                         | 7                  | Daniel Ricciardo   | Red Bull-Renault     | RB10               | 1:39,837           | +6,554             | +0,579             | 195,150            | 15                 |
| február 22.                                                                                         | 8                  | Jean-Éric Vergne   | Toro Rosso-Renault   | STR9               | 1:40,472           | +7,189             | +0,635             | 193,917            | 19                 |
| február 22.                                                                                         | 9                  | Kobajasi Kamui     | Caterham-Renault     | CT05               | 1:43,027           | +9,744             | +2,555             | 189,108            | 17                 |
| február 22.                                                                                         | 10                 | Marcus Ericsson    | Caterham-Renault     | CT05               | 1:45,094           | +11,811            | +2,067             | 185,388            | 4                  |
| február 22.                                                                                         | 11                 | Adrian Sutil       | Sauber-Ferrari       | C33                | idő nélkül         | -                  | -                  | -                  | 5                  |
| február 22.                                                                                         | 12                 | Jules Bianchi      | Marussia-Ferrari     | MR03               | idő nélkül         | -                  | -                  | -                  | 5                  |
| február 22.                                                                                         | Forrás             |                    |                      |                    |                    |                    |                    |                    |                    |
| Összesített eredmények                                                                              |                    |                    |                      |                    |                    |                    |                    |                    |                    |

| Szahír, Bahrein 2.                                                                                | Szahír, Bahrein 2. | Szahír, Bahrein 2. | Szahír, Bahrein 2.   | Szahír, Bahrein 2. | Szahír, Bahrein 2. | Szahír, Bahrein 2. | Szahír, Bahrein 2. | Szahír, Bahrein 2. | Szahír, Bahrein 2. |
| ------------------------------------------------------------------------------------------------- | ------------------ | ------------------ | -------------------- | ------------------ | ------------------ | ------------------ | ------------------ | ------------------ | ------------------ |
| Időjárás: február 27. – száraz • február 28. – száraz • március 1. – száraz • március 2. – száraz |                    |                    |                      |                    |                    |                    |                    |                    |                    |
| Dátum                                                                                             | Hely.              | Versenyző          | Csapat/motor         | Modell             | Idő                | Kül.               | Előző              | Km/ó               | Kör                |
| február 27.                                                                                       | 1                  | Sergio Pérez       | Force India-Mercedes | VJM07              | 1:35,290           | -                  | -                  | 204,462            | 105                |
| február 27.                                                                                       | 2                  | Valtteri Bottas    | Williams-Mercedes    | FW36               | 1:36,184           | +0,894             | +0,894             | 202,562            | 128                |
| február 27.                                                                                       | 3                  | Kimi Räikkönen     | Ferrari              | F14 T              | 1:36,432           | +1,142             | +0,248             | 202,041            | 54                 |
| február 27.                                                                                       | 4                  | Nico Rosberg       | Mercedes             | F1 W05             | 1:36,624           | +1,334             | +0,192             | 201,639            | 89                 |
| február 27.                                                                                       | 5                  | Adrian Sutil       | Sauber-Ferrari       | C33                | 1:37,700           | +2,410             | +1,076             | 199,419            | 89                 |
| február 27.                                                                                       | 6                  | Kevin Magnussen    | McLaren-Mercedes     | MP4-29             | 1:37,825           | +2,535             | +0,125             | 199,164            | 109                |
| február 27.                                                                                       | 7                  | Daniel Ricciardo   | Red Bull-Renault     | RB10               | 1:37,908           | +2,618             | +0,083             | 198,995            | 39                 |
| február 27.                                                                                       | 8                  | Max Chilton        | Marussia-Ferrari     | MR03               | 1:38,610           | +3,320             | +0,702             | 197,578            | 44                 |
| február 27.                                                                                       | 9                  | Danyiil Kvjat      | Toro Rosso-Renault   | STR9               | 1:39,242           | +3,952             | +0,632             | 196,320            | 56                 |
| február 27.                                                                                       | 10                 | Pastor Maldonado   | Lotus-Renault        | E22                | 1:40,599           | +5,309             | +1,357             | 193,672            | 31                 |
| február 27.                                                                                       | 11                 | Kobajasi Kamui     | Caterham-Renault     | CT05               | 1:42,285           | +6,995             | +1,686             | 190,480            | 19                 |
| február 27.                                                                                       | Forrás             |                    |                      |                    |                    |                    |                    |                    |                    |
| február 28.                                                                                       | 1                  | Sergio Pérez       | Force India-Mercedes | VJM07              | 1:35,570           | -                  | -                  | 203,863            | 108                |
| február 28.                                                                                       | 2                  | Fernando Alonso    | Ferrari              | F14 T              | 1:35,634           | +0,064             | +0,064             | 203,727            | 122                |
| február 28.                                                                                       | 3                  | Daniel Ricciardo   | Red Bull-Renault     | RB10               | 1:35,743           | +0,173             | +0,109             | 203,495            | 66                 |
| február 28.                                                                                       | 4                  | Felipe Massa       | Williams-Mercedes    | FW36               | 1:36,507           | +0,937             | +0,764             | 201,884            | 103                |
| február 28.                                                                                       | 5                  | Jenson Button      | McLaren-Mercedes     | MP4-29             | 1:36,901           | +1,331             | +0,394             | 201,063            | 52                 |
| február 28.                                                                                       | 6                  | Jules Bianchi      | Marussia-Ferrari     | MR03               | 1:38,092           | +2,522             | +1,191             | 198,622            | 75                 |
| február 28.                                                                                       | 7                  | Lewis Hamilton     | Mercedes             | F1 W05             | 1:39,041           | +3,471             | +0,949             | 196,719            | 89                 |
| február 28.                                                                                       | 8                  | Jean-Éric Vergne   | Toro Rosso-Renault   | STR9               | 1:39,636           | +4,066             | +0,595             | 195,544            | 61                 |
| február 28.                                                                                       | 9                  | Esteban Gutiérrez  | Sauber-Ferrari       | C33                | 1:39,976           | +4,406             | +0,340             | 194,879            | 106                |
| február 28.                                                                                       | 10                 | Pastor Maldonado   | Lotus-Renault        | E22                | 1:41,613           | +6,043             | +1,637             | 191,739            | 31                 |
| február 28.                                                                                       | 11                 | Marcus Ericsson    | Caterham-Renault     | CT05               | 1:42,516           | +6,946             | +0,903             | 190,050            | 55                 |
| február 28.                                                                                       | Forrás             |                    |                      |                    |                    |                    |                    |                    |                    |
| március 1.                                                                                        | 1                  | Felipe Massa       | Williams-Mercedes    | FW36               | 1:33,258           | -                  | -                  | 208,917            | 99                 |
| március 1.                                                                                        | 2                  | Nico Rosberg       | Mercedes             | F1 W05             | 1:33,484           | +0,226             | +0,226             | 208,412            | 103                |
| március 1.                                                                                        | 3                  | Kimi Räikkönen     | Ferrari              | F14 T              | 1:35,426           | +2,168             | +1,942             | 204,171            | 87                 |
| március 1.                                                                                        | 4                  | Kevin Magnussen    | McLaren-Mercedes     | MP4-29             | 1:35,894           | +2,636             | +0,468             | 203,174            | 88                 |
| március 1.                                                                                        | 5                  | Danyiil Kvjat      | Toro Rosso-Renault   | STR9               | 1:36,113           | +2,855             | +0,219             | 202,711            | 81                 |
| március 1.                                                                                        | 6                  | Nico Hülkenberg    | Force India-Mercedes | VJM07              | 1:36,205           | +2,947             | +0,092             | 202,518            | 115                |
| március 1.                                                                                        | 7                  | Jules Bianchi      | Marussia-Ferrari     | MR03               | 1:37,087           | +3,829             | +0,882             | 200,678            | 78                 |
| március 1.                                                                                        | 8                  | Marcus Ericsson    | Caterham-Renault     | CT05               | 1:38,083           | +4,825             | +0,996             | 198,640            | 117                |
| március 1.                                                                                        | 9                  | Romain Grosjean    | Lotus-Renault        | E22                | 1:42,166           | +8,908             | +4,083             | 190,701            | 33                 |
| március 1.                                                                                        | 10                 | Adrian Sutil       | Sauber-Ferrari       | C33                | idő nélkül         | -                  | -                  | -                  | 1                  |
| március 1.                                                                                        | 11                 | Sebastian Vettel   | Red Bull-Renault     | RB10               | idő nélkül         | -                  | -                  | -                  | 1                  |
| március 1.                                                                                        | Forrás             |                    |                      |                    |                    |                    |                    |                    |                    |
| március 2.                                                                                        | 1                  | Lewis Hamilton     | Mercedes             | F1 W05             | 1:33,278           | -                  | -                  | 208,872            | 70                 |
| március 2.                                                                                        | 2                  | Valtteri Bottas    | Williams-Mercedes    | FW36               | 1:33,987           | +0,709             | +0,709             | 207,297            | 108                |
| március 2.                                                                                        | 3                  | Fernando Alonso    | Ferrari              | F14 T              | 1:34,280           | +1,002             | +0,293             | 206,653            | 74                 |
| március 2.                                                                                        | 4                  | Nico Hülkenberg    | Force India-Mercedes | VJM07              | 1:35,577           | +2,299             | +1,297             | 203,848            | 74                 |
| március 2.                                                                                        | 5                  | Jean-Éric Vergne   | Toro Rosso-Renault   | STR9               | 1:35,701           | +2,423             | +0,124             | 203,584            | 74                 |
| március 2.                                                                                        | 6                  | Adrian Sutil       | Sauber-Ferrari       | C33                | 1:36,467           | +3,189             | +0,766             | 201,968            | 91                 |
| március 2.                                                                                        | 7                  | Max Chilton        | Marussia-Ferrari     | MR03               | 1:36,835           | +3,557             | +0,368             | 201,200            | 61                 |
| március 2.                                                                                        | 8                  | Esteban Gutiérrez  | Sauber-Ferrari       | C33                | 1:37,303           | +4,025             | +0,468             | 200,232            | 86                 |
| március 2.                                                                                        | 9                  | Sebastian Vettel   | Red Bull-Renault     | RB10               | 1:37,468           | +4,190             | +0,165             | 199,893            | 77                 |
| március 2.                                                                                        | 10                 | Jenson Button      | McLaren-Mercedes     | MP4-29             | 1:38,111           | +4,833             | +0,643             | 198,583            | 22                 |
| március 2.                                                                                        | 11                 | Kobajasi Kamui     | Caterham-Renault     | CT05               | 1:38,391           | +5,113             | +0,280             | 198,018            | 106                |
| március 2.                                                                                        | 12                 | Romain Grosjean    | Lotus-Renault        | E22                | 1:39,302           | +6,024             | +0,911             | 196,201            | 32                 |
| március 2.                                                                                        | Forrás             |                    |                      |                    |                    |                    |                    |                    |                    |
| Összesített eredmények                                                                            |                    |                    |                      |                    |                    |                    |                    |                    |                    |

| Szahír, Bahrein 3.                                  | Szahír, Bahrein 3. | Szahír, Bahrein 3.  | Szahír, Bahrein 3.   | Szahír, Bahrein 3. | Szahír, Bahrein 3. | Szahír, Bahrein 3. | Szahír, Bahrein 3. | Szahír, Bahrein 3. | Szahír, Bahrein 3. |
| --------------------------------------------------- | ------------------ | ------------------- | -------------------- | ------------------ | ------------------ | ------------------ | ------------------ | ------------------ | ------------------ |
| Időjárás: április 8. – száraz • április 9. – száraz |                    |                     |                      |                    |                    |                    |                    |                    |                    |
| Dátum                                               | Hely.              | Versenyző           | Csapat/motor         | Modell             | Idő                | Kül.               | Előző              | Km/ó               | Kör                |
| április 8.                                          | 1                  | Nico Rosberg        | Mercedes             | F1 W05             | 1:35,697           | -                  | -                  | 203,598            | 121                |
| április 8.                                          | 2                  | Nico Hülkenberg     | Force India-Mercedes | VJM07              | 1:36,064           | +0,367             | +0,367             | 202,815            | 69                 |
| április 8.                                          | 3                  | Fernando Alonso     | Ferrari              | F14 T              | 1:36,626           | +0,929             | +0,582             | 201,635            | 69                 |
| április 8.                                          | 4                  | Kevin Magnussen     | McLaren-Mercedes     | MP4-29             | 1:36,634           | +0,937             | +0,008             | 201,618            | 102                |
| április 8.                                          | 5                  | Valtteri Bottas     | Williams-Mercedes    | FW36               | 1:37,305           | +1,608             | +0,671             | 200,228            | 28                 |
| április 8.                                          | 6                  | Max Chilton         | Marussia-Ferrari     | MR03               | 1:37,678           | +1,981             | +0,373             | 199,464            | 60                 |
| április 8.                                          | 7                  | Daniel Ricciardo    | Red Bull-Renault     | RB10               | 1:38,326           | +2,629             | +0,648             | 198,149            | 91                 |
| április 8.                                          | 8                  | Szergej Szirotkin   | Sauber-Ferrari       | C33                | 1:39,023           | +3,326             | +0,697             | 196,754            | 76                 |
| április 8.                                          | 9                  | Robin Frijns        | Caterham-Renault     | CT05               | 1:40,027           | +4,330             | +1,004             | 194,779            | 63                 |
| április 8.                                          | 10                 | Pastor Maldonado    | Lotus-Renault        | E22                | 1:40,183           | +4,486             | +0,156             | 194,476            | 16                 |
| április 8.                                          | 11                 | Danyiil Kvjat       | Toro Rosso-Renault   | STR9               | 1:40,452           | +4,755             | +0,269             | 193,955            | 67                 |
| április 8.                                          | Forrás             |                     |                      |                    |                    |                    |                    |                    |                    |
| április 9.                                          | 1                  | Lewis Hamilton      | Mercedes             | F1 W05             | 1:34,136           | -                  | -                  | 206,969            | 118                |
| április 9.                                          | 2                  | Jean-Éric Vergne    | Toro Rosso-Renault   | STR9               | 1:35,557           | +1,421             | +1,421             | 203,891            | 63                 |
| április 9.                                          | 3                  | Kevin Magnussen     | McLaren-Mercedes     | MP4-29             | 1:36,203           | +2,067             | +0,646             | 202,522            | 26                 |
| április 9.                                          | 4                  | Sergio Pérez        | Force India-Mercedes | VJM07              | 1:36,586           | +2,450             | +0,383             | 201,719            | 62                 |
| április 9.                                          | 5                  | Daniel Ricciardo    | Red Bull-Renault     | RB10               | 1:37,310           | +3,174             | +0,724             | 200,218            | 65                 |
| április 9.                                          | 6                  | Jules Bianchi       | Marussia-Ferrari     | MR03               | 1:37,316           | +3,180             | +0,006             | 200,206            | 93                 |
| április 9.                                          | 7                  | Giedo van der Garde | Sauber-Ferrari       | C33                | 1:37,623           | +3,487             | +0,307             | 199,576            | 77                 |
| április 9.                                          | 8                  | Fernando Alonso     | Ferrari              | F14 T              | 1:37,912           | +3,776             | +0,289             | 198,987            | 12                 |
| április 9.                                          | 9                  | Marcus Ericsson     | Caterham-Renault     | CT05               | 1:39,263           | +5,127             | +1,351             | 196,279            | 66                 |
| április 9.                                          | 10                 | Felipe Nasr         | Williams-Mercedes    | FW36               | 1:39,879           | +5,743             | +0,616             | 195,068            | 64                 |
| április 9.                                          | 11                 | Romain Grosjean     | Lotus-Renault        | E22                | 1:43,732           | +9,596             | +3,853             | 187,822            | 16                 |
| április 9.                                          | Forrás             |                     |                      |                    |                    |                    |                    |                    |                    |

| Barcelona, Spanyolország                                | Barcelona, Spanyolország | Barcelona, Spanyolország | Barcelona, Spanyolország | Barcelona, Spanyolország | Barcelona, Spanyolország | Barcelona, Spanyolország | Barcelona, Spanyolország | Barcelona, Spanyolország | Barcelona, Spanyolország |
| ------------------------------------------------------- | ------------------------ | ------------------------ | ------------------------ | ------------------------ | ------------------------ | ------------------------ | ------------------------ | ------------------------ | ------------------------ |
| Időjárás: május 13. – esős, száraz • május 14. – száraz |                          |                          |                          |                          |                          |                          |                          |                          |                          |
| Dátum                                                   | Hely.                    | Versenyző                | Csapat/motor             | Modell                   | Idő                      | Kül.                     | Előző                    | Km/ó                     | Kör                      |
| május 13.                                               | 1                        | Max Chilton              | Marussia-Ferrari         | MR03                     | 1:26,434                 | -                        | -                        | 193,882                  | 60                       |
| május 13.                                               | 2                        | Charles Pic              | Lotus-Renault            | E22                      | 1:26,661                 | +0,227                   | +0,227                   | 193,374                  | 70                       |
| május 13.                                               | 3                        | Lewis Hamilton           | Mercedes                 | F1 W05                   | 1:26,674                 | +0,240                   | +0,013                   | 193,345                  | 79                       |
| május 13.                                               | 4                        | Kimi Räikkönen           | Ferrari                  | F14 T                    | 1:26,965                 | +0,531                   | +0,291                   | 192,698                  | 20                       |
| május 13.                                               | 5                        | Jean-Éric Vergne         | Toro Rosso-Renault       | STR9                     | 1:27,724                 | +1,290                   | +0,759                   | 191,031                  | 52                       |
| május 13.                                               | 6                        | Nico Hülkenberg          | Force India-Mercedes     | VJM07                    | 1:27,727                 | +1,293                   | +0,003                   | 191,024                  | 53                       |
| május 13.                                               | 7                        | Felipe Massa             | Williams-Mercedes        | FW36                     | 1:27,756                 | +1,322                   | +0,029                   | 190,961                  | 55                       |
| május 13.                                               | 8                        | Jenson Button            | McLaren-Mercedes         | MP4-29                   | 1:28,333                 | +1,899                   | +0,577                   | 189,714                  | 74                       |
| május 13.                                               | 9                        | Kobajasi Kamui           | Caterham-Renault         | CT05                     | 1:30,101                 | +3,667                   | +1,768                   | 185,991                  | 72                       |
| május 13.                                               | 10                       | Sébastien Buemi          | Red Bull-Renault         | RB10                     | 1:31,440                 | +5,006                   | +1,339                   | 183,268                  | 54                       |
| május 13.                                               | 11                       | Giedo van der Garde      | Sauber-Ferrari           | C33                      | 1:31,783                 | +5,349                   | +0,343                   | 182,583                  | 86                       |
| május 13.                                               | Forrás                   |                          |                          |                          |                          |                          |                          |                          |                          |
| május 14.                                               | 1                        | Pastor Maldonado         | Lotus-Renault            | E22                      | 1:24,871                 | -                        | -                        | 197,453                  | 102                      |
| május 14.                                               | 2                        | Nico Rosberg             | Mercedes                 | F1 W05                   | 1:25,805                 | +0,934                   | +0,934                   | 195,303                  | 102                      |
| május 14.                                               | 3                        | Kimi Räikkönen           | Ferrari                  | F14 T                    | 1:26,480                 | +1,609                   | +0,675                   | 193,779                  | 93                       |
| május 14.                                               | 4                        | Esteban Gutiérrez        | Sauber-Ferrari           | C33                      | 1:26,972                 | +2,101                   | +0,492                   | 192,683                  | 84                       |
| május 14.                                               | 5                        | Susie Wolff              | Williams-Mercedes        | FW36                     | 1:27,280                 | +2,409                   | +0,308                   | 192,003                  | 55                       |
| május 14.                                               | 6                        | Jules Bianchi            | Marussia-Ferrari         | MR03                     | 1:27,718                 | +2,847                   | +0,438                   | 191,044                  | 55                       |
| május 14.                                               | 7                        | Sebastian Vettel         | Red Bull-Renault         | RB10                     | 1:27,973                 | +3,102                   | +0,255                   | 190,490                  | 72                       |
| május 14.                                               | 8                        | Daniel Juncadella        | Force India-Mercedes     | VJM07                    | 1:28,278                 | +3,407                   | +0,305                   | 189,832                  | 91                       |
| május 14.                                               | 9                        | Stoffel Vandoorne        | McLaren-Mercedes         | MP4-29                   | 1:28,441                 | +3,570                   | +0,163                   | 189,482                  | 135                      |
| május 14.                                               | 10                       | Danyiil Kvjat            | Toro Rosso-Renault       | FW36                     | 1:28,910                 | +4,039                   | +0,469                   | 188,483                  | 21                       |
| május 14.                                               | Forrás                   |                          |                          |                          |                          |                          |                          |                          |                          |

| Silverstone, Egyesült Királyság                   | Silverstone, Egyesült Királyság | Silverstone, Egyesült Királyság | Silverstone, Egyesült Királyság | Silverstone, Egyesült Királyság | Silverstone, Egyesült Királyság | Silverstone, Egyesült Királyság | Silverstone, Egyesült Királyság | Silverstone, Egyesült Királyság | Silverstone, Egyesült Királyság |
| ------------------------------------------------- | ------------------------------- | ------------------------------- | ------------------------------- | ------------------------------- | ------------------------------- | ------------------------------- | ------------------------------- | ------------------------------- | ------------------------------- |
| Időjárás: július 8. – száraz • július 9. – száraz |                                 |                                 |                                 |                                 |                                 |                                 |                                 |                                 |                                 |
| Dátum                                             | Hely.                           | Versenyző                       | Csapat/motor                    | Modell                          | Idő                             | Kül.                            | Előző                           | Km/ó                            | Kör                             |
| július 8.                                         | 1                               | Felipe Massa                    | Williams-Mercedes               | FW36                            | 1:35,242                        | -                               | -                               | 222,671                         | 42                              |
| július 8.                                         | 2                               | Daniel Ricciardo                | Red Bull-Renault                | RB10                            | 1:35,248                        | +0,006                          | +0,006                          | 222,657                         | 72                              |
| július 8.                                         | 3                               | Nico Rosberg                    | Mercedes                        | F1 W05                          | 1:35,573                        | +0,331                          | +0,325                          | 221,899                         | 90                              |
| július 8.                                         | 4                               | Adrian Sutil                    | Sauber-Ferrari                  | C33                             | 1:35,674                        | +0,432                          | +0,101                          | 221,665                         | 74                              |
| július 8.                                         | 5                               | Jules Bianchi                   | Marussia-Ferrari                | MR03                            | 1:36,148                        | +0,906                          | +0,474                          | 220,572                         | 108                             |
| július 8.                                         | 6                               | Stoffel Vandoorne               | McLaren-Mercedes                | MP4-29                          | 1:36,462                        | +1,220                          | +0,314                          | 219,854                         | 71                              |
| július 8.                                         | 7                               | Sergio Pérez                    | Force India-Mercedes            | VJM07                           | 1:36,583                        | +1,341                          | +0,121                          | 219,579                         | 79                              |
| július 8.                                         | 8                               | Jean-Éric Vergne                | Toro Rosso-Renault              | STR9                            | 1:36,688                        | +1,446                          | +0,105                          | 219,341                         | 28                              |
| július 8.                                         | 9                               | Pastor Maldonado                | Lotus-Renault                   | E22                             | 1:37,131                        | +1,889                          | +0,443                          | 218,340                         | 97                              |
| július 8.                                         | 10                              | Pedro de la Rosa                | Ferrari                         | F14 T                           | 1:37,988                        | +2,746                          | +0,857                          | 216,431                         | 49                              |
| július 8.                                         | 11                              | Will Stevens                    | Caterham-Renault                | CT05                            | 1:40,627                        | +5,385                          | +2,639                          | 210,755                         | 95                              |
| július 8.                                         | Forrás                          |                                 |                                 |                                 |                                 |                                 |                                 |                                 |                                 |
| július 9.                                         | 1                               | Jules Bianchi                   | Ferrari                         | F14 T                           | 1:35,262                        | -                               | -                               | 222,624                         | 89                              |
| július 9.                                         | 2                               | Danyiil Kvjat                   | Toro Rosso-Renault              | STR9                            | 1:35,544                        | +0,282                          | +0,282                          | 221,967                         | 56                              |
| július 9.                                         | 3                               | Kevin Magnussen                 | McLaren-Mercedes                | MP4-29                          | 1:35,593                        | +0,331                          | +0,049                          | 221,853                         | 91                              |
| július 9.                                         | 4                               | Giedo van der Garde             | Sauber-Ferrari                  | C33                             | 1:36,327                        | +1,065                          | +0,734                          | 220,163                         | 84                              |
| július 9.                                         | 5                               | Lewis Hamilton                  | Mercedes                        | F1 W05                          | 1:36,680                        | +1,418                          | +0,353                          | 219,359                         | 47                              |
| július 9.                                         | 6                               | Valtteri Bottas                 | Williams-Mercedes               | FW36                            | 1:37,193                        | +1,931                          | +0,513                          | 218,201                         | 40                              |
| július 9.                                         | 7                               | Max Chilton                     | Marussia-Ferrari                | MR03                            | 1:37,359                        | +2,097                          | +0,166                          | 217,829                         | 77                              |
| július 9.                                         | 8                               | Daniel Juncadella               | Force India-Mercedes            | VJM07                           | 1:37,449                        | +2,187                          | +0,090                          | 217,628                         | 52                              |
| július 9.                                         | 9                               | Sebastian Vettel                | Red Bull-Renault                | RB10                            | 1:39,410                        | +4,148                          | +1,961                          | 213,335                         | 76                              |
| július 9.                                         | 10                              | Charles Pic                     | Lotus-Renault                   | E22                             | 1:41,906                        | +6,644                          | +2,496                          | 208,109                         | 38                              |
| július 9.                                         | 11                              | Julián Leal                     | Caterham-Renault                | CT05                            | 1:42,635                        | +7,373                          | +0,729                          | 206,631                         | 51                              |
| július 9.                                         | Forrás                          |                                 |                                 |                                 |                                 |                                 |                                 |                                 |                                 |

| Abu-Dzabi, Egyesült Arab Emírségek                      | Abu-Dzabi, Egyesült Arab Emírségek | Abu-Dzabi, Egyesült Arab Emírségek | Abu-Dzabi, Egyesült Arab Emírségek | Abu-Dzabi, Egyesült Arab Emírségek | Abu-Dzabi, Egyesült Arab Emírségek | Abu-Dzabi, Egyesült Arab Emírségek | Abu-Dzabi, Egyesült Arab Emírségek | Abu-Dzabi, Egyesült Arab Emírségek | Abu-Dzabi, Egyesült Arab Emírségek |
| ------------------------------------------------------- | ---------------------------------- | ---------------------------------- | ---------------------------------- | ---------------------------------- | ---------------------------------- | ---------------------------------- | ---------------------------------- | ---------------------------------- | ---------------------------------- |
| Időjárás: november 25. – száraz • november 26. – száraz |                                    |                                    |                                    |                                    |                                    |                                    |                                    |                                    |                                    |
| Dátum                                                   | Hely.                              | Versenyző                          | Csapat/motor                       | Modell                             | Idő                                | Kül.                               | Előző                              | Km/ó                               | Kör                                |
| november 25.                                            | 1                                  | Valtteri Bottas                    | Williams-Mercedes                  | FW36                               | 1:43,396                           | -                                  | -                                  | 193,377                            | 80                                 |
| november 25.                                            | 2                                  | Kimi Räikkönen                     | Ferrari                            | F14 T                              | 1:43,888                           | +0,492                             | +0,492                             | 192,461                            | 80                                 |
| november 25.                                            | 3                                  | Nico Rosberg                       | Mercedes                           | F1 W05                             | 1:44,512                           | +1,116                             | +0,624                             | 191,312                            | 114                                |
| november 25.                                            | 4                                  | Jolyon Palmer                      | Force India-Mercedes               | VJM07                              | 1:44,516                           | +1,120                             | +0,004                             | 191,305                            | 36                                 |
| november 25.                                            | 5                                  | Carlos Sainz Jr.                   | Red Bull-Renault                   | RB10                               | 1:45,339                           | +1,943                             | +0,823                             | 189,810                            | 99                                 |
| november 25.                                            | 6                                  | Will Stevens                       | Caterham-Renault                   | CT04                               | 1:45,436                           | +2,040                             | +0,097                             | 189,635                            | 101                                |
| november 25.                                            | 7                                  | Charles Pic                        | Lotus-Renault                      | E22                                | 1:46,167                           | +2,771                             | +0,731                             | 188,330                            | 88                                 |
| november 25.                                            | 8                                  | Marcus Ericsson                    | Sauber-Ferrari                     | C33                                | 1:46,253                           | +2,857                             | +0,086                             | 188,177                            | 95                                 |
| november 25.                                            | 9                                  | Max Verstappen                     | Toro Rosso-Renault                 | STR9                               | 1:47,194                           | +3,798                             | +0,941                             | 186,525                            | 55                                 |
| november 25.                                            | 10                                 | Stoffel Vandoorne                  | McLaren-Honda                      | MP4-29H/1X1                        | idő nélkül                         | -                                  | -                                  | -                                  | 3                                  |
| november 25.                                            | Forrás                             |                                    |                                    |                                    |                                    |                                    |                                    |                                    |                                    |
| november 26.                                            | 1                                  | Pascal Wehrlein                    | Mercedes                           | F1 W05                             | 1:42,624                           | -                                  | -                                  | 194,832                            | 96                                 |
| november 26.                                            | 2                                  | Raffaele Marciello                 | Ferrari                            | F14 T                              | 1:43,208                           | +0,584                             | +0,584                             | 193,729                            | 91                                 |
| november 26.                                            | 3                                  | Max Verstappen                     | Toro Rosso-Renault                 | STR9                               | 1:43,763                           | +1,139                             | +0,555                             | 192,693                            | 78                                 |
| november 26.                                            | 4                                  | Marcus Ericsson                    | Sauber-Ferrari                     | C33                                | 1:44,551                           | +1,927                             | +0,788                             | 191,241                            | 112                                |
| november 26.                                            | 5                                  | Will Stevens                       | Caterham-Renault                   | CT04                               | 1:44,888                           | +2,264                             | +0,337                             | 190,626                            | 76                                 |
| november 26.                                            | 6                                  | Richard Goddard                    | Force India-Mercedes               | VJM07                              | 1:44,944                           | +2,320                             | +0,056                             | 190,524                            | 89                                 |
| november 26.                                            | 7                                  | Daniel Ricciardo                   | Red Bull-Renault                   | RB10                               | 1:45,151                           | +2,527                             | +0,207                             | 190,149                            | 88                                 |
| november 26.                                            | 8                                  | Felipe Nasr                        | Williams-Mercedes                  | FW36                               | 1:45,937                           | +3,313                             | +0,786                             | 188,739                            | 83                                 |
| november 26.                                            | 9                                  | Alex Lynn                          | Lotus-Renault                      | E22                                | 1:46,168                           | +3,544                             | +0,231                             | 188,328                            | 52                                 |
| november 26.                                            | 10                                 | Esteban Ocon                       | Lotus-Renault                      | E22                                | 1:47,463                           | +4,839                             | +1,295                             | 186,058                            | 34                                 |
| november 26.                                            | 11                                 | Stoffel Vandoorne                  | McLaren-Honda                      | MP4-29H/1X1                        | idő nélkül                         | -                                  | -                                  | -                                  | 2                                  |
| november 26.                                            | Forrás                             |                                    |                                    |                                    |                                    |                                    |                                    |                                    |                                    |

## Csapatok
Az előző évhez hasonlóan 2014-ben is 11 csapat állt rajthoz, ugyanazok, mint 2013-ban. Minden csapat változatlanul két pilótát kvalifikálhatott egy futamra, a szezon folyamán egy csapat maximum négy különböző pilótával gazdálkodhatott. Az egységes gumiszállító a Pirelli maradt. A csapatok többsége változtatott előző évi pilótafelállásán. A 11-ből 9 alakulat cserélte le legalább az egyik versenyzőjét, mindössze a Mercedes és a Marussia párosa maradt változatlan 2013-hoz képest. A szezon végén két pilóta, az ausztrál Mark Webber (Red Bull) és a brit Paul di Resta (Force India) távozott a mezőnyből, míg a Caterham mindkét versenyzője másik csapathoz szerződött teszt- és tartalékpilótának, a francia Charles Pic a Lotushoz, a holland Giedo van der Garde pedig a Sauberhez. Nem indult el továbbá 2014-ben az előző év végén Kimi Räikkönent műtéte miatt a szezon utolsó két futamán a Lotusnál helyettesítő, szintén finn Heikki Kovalainen sem. Így a mezőnybe három új és egy visszatérő pilóta érkezett: a dán Kevin Magnussen a McLarent, az orosz Danyiil Kvjat a Toro Rossot, a szintén újonc svéd Marcus Ericsson és az egy évet kihagyó japán Kobajasi Kamui pedig a Caterhamet erősítette. A Caterham szezon közben egy harmadik pilótát, a német André Lotterert is bevetett, aki a belga nagydíjon helyettesítette Kobajasit. Lotterer korábban háromszor (2011-ben, 2012-ben és 2014-ben) is megnyerte a Le Mans-i 24 órás autóversenyt az Audival, 2002-ben pedig a Jaguar hivatalos tesztpilótája volt. Szintén a belga nagydíjon a Marussiánál is történt volna egy helycsere, Max Chiltont anyagi okok miatt Alexander Rossi helyettesítette volna, és ezzel a 2007-es európai nagydíjon rajthoz álló Scott Speed óta először indult volna versenyen amerikai pilóta. A nagydíj péntek délelőtti szabadedzésén azonban bejelentették, hogy Rossi csak az első szabadedzésre kapta meg Chilton autóját.
A szezon utolsó futamán, az abu-dzabi nagydíjon a brit Will Stevens kapott lehetőséget a Caterhamnél, miután Marcus Ericsson szerződést bontott a csapattal. A Caterham ezzel egyedüliként négy pilótát indított a szezon folyamán.
| Csapat                        | Konstruktőr | Modell        | Motor                  | Gumi | Rajtszám | Versenyző(k)      | Verseny         | Tesztversenyző(k)                                                      |
| ----------------------------- | ----------- | ------------- | ---------------------- | ---- | -------- | ----------------- | --------------- | ---------------------------------------------------------------------- |
| Infiniti Red Bull Racing      | Red Bull    | RB10          | Renault Energy F1-2014 | P    | 1        | Sebastian Vettel  | 1–19            | Sébastien Buemi António Félix da Costa                                 |
| Infiniti Red Bull Racing      | Red Bull    | RB10          | Renault Energy F1-2014 | P    | 3        | Daniel Ricciardo  | 1–19            | Sébastien Buemi António Félix da Costa                                 |
| Mercedes AMG Petronas F1 Team | Mercedes    | F1 W05 Hybrid | Mercedes PU106A Hybrid | P    | 44       | Lewis Hamilton    | 1–19            | Jazeman Jaafar Sam Bird Pascal Wehrlein                                |
| Mercedes AMG Petronas F1 Team | Mercedes    | F1 W05 Hybrid | Mercedes PU106A Hybrid | P    | 6        | Nico Rosberg      | 1–19            | Jazeman Jaafar Sam Bird Pascal Wehrlein                                |
| Scuderia Ferrari              | Ferrari     | F14 T         | Ferrari 059/3          | P    | 14       | Fernando Alonso   | 1–19            | Marc Gené Pedro de la Rosa Davide Rigon Jules Bianchi                  |
| Scuderia Ferrari              | Ferrari     | F14 T         | Ferrari 059/3          | P    | 7        | Kimi Räikkönen    | 1–19            | Marc Gené Pedro de la Rosa Davide Rigon Jules Bianchi                  |
| Lotus F1 Team                 | Lotus       | E22           | Renault Energy F1-2014 | P    | 8        | Romain Grosjean   | 1–19            | Charles Pic Marco Sørensen Nicolas Prost Esteban Ocon                  |
| Lotus F1 Team                 | Lotus       | E22           | Renault Energy F1-2014 | P    | 13       | Pastor Maldonado  | 1–19            | Charles Pic Marco Sørensen Nicolas Prost Esteban Ocon                  |
| McLaren Mercedes              | McLaren     | MP4-29        | Mercedes PU106A Hybrid | P    | 22       | Jenson Button     | 1–19            | Stoffel Vandoorne                                                      |
| McLaren Mercedes              | McLaren     | MP4-29        | Mercedes PU106A Hybrid | P    | 20       | Kevin Magnussen   | 1–19            | Stoffel Vandoorne                                                      |
| Sahara Force India            | Force India | VJM07         | Mercedes PU106A Hybrid | P    | 27       | Nico Hülkenberg   | 1–19            | Daniel Juncadella                                                      |
| Sahara Force India            | Force India | VJM07         | Mercedes PU106A Hybrid | P    | 11       | Sergio Pérez      | 1–19            | Daniel Juncadella                                                      |
| Sauber F1 Team                | Sauber      | C33           | Ferrari 059/3          | P    | 99       | Adrian Sutil      | 1–19            | Szergej Szirotkin Giedo van der Garde Simona de Silvestro Adderly Fong |
| Sauber F1 Team                | Sauber      | C33           | Ferrari 059/3          | P    | 21       | Esteban Gutiérrez | 1–19            | Szergej Szirotkin Giedo van der Garde Simona de Silvestro Adderly Fong |
| Scuderia Toro Rosso           | Toro Rosso  | STR9          | Renault Energy F1-2014 | P    | 25       | Jean-Éric Vergne  | 1–19            | Sébastien Buemi António Félix da Costa Max Verstappen                  |
| Scuderia Toro Rosso           | Toro Rosso  | STR9          | Renault Energy F1-2014 | P    | 26       | Danyiil Kvjat     | 1–19            | Sébastien Buemi António Félix da Costa Max Verstappen                  |
| Williams Martini Racing       | Williams    | FW36          | Mercedes PU106A Hybrid | P    | 19       | Felipe Massa      | 1–19            | Susie Wolff Felipe Nasr                                                |
| Williams Martini Racing       | Williams    | FW36          | Mercedes PU106A Hybrid | P    | 77       | Valtteri Bottas   | 1–19            | Susie Wolff Felipe Nasr                                                |
| Marussia F1 Team              | Marussia    | MR03          | Ferrari 059/3          | P    | 17       | Jules Bianchi     | 1–15            | Rodolfo González Alexander Rossi                                       |
| Marussia F1 Team              | Marussia    | MR03          | Ferrari 059/3          | P    | 4        | Max Chilton       | 1–16            | Rodolfo González Alexander Rossi                                       |
| Team Caterham                 | Caterham    | CT05          | Renault Energy F1-2014 | P    | 10       | Kobajasi Kamui    | 1–11, 13–16, 19 | Robin Frijns Alexander Rossi Will Stevens Julián Leal Roberto Merhi    |
| Team Caterham                 | Caterham    | CT05          | Renault Energy F1-2014 | P    | 9        | Marcus Ericsson   | 1–16            | Robin Frijns Alexander Rossi Will Stevens Julián Leal Roberto Merhi    |
| Team Caterham                 | Caterham    | CT05          | Renault Energy F1-2014 | P    | 45       | André Lotterer    | 12              | Robin Frijns Alexander Rossi Will Stevens Julián Leal Roberto Merhi    |
| Team Caterham                 | Caterham    | CT05          | Renault Energy F1-2014 | P    | 46       | Will Stevens      | 19              | Robin Frijns Alexander Rossi Will Stevens Julián Leal Roberto Merhi    |

### Pénteki tesztpilóták
Az alábbi táblázat azokat a tesztpilótákat sorolja fel, akik lehetőséget kaptak a szezon folyamán, hogy pénteki szabadedzéseken az autóba üljenek. Alexander Rossi a szezon elején a Caterham, július végétől pedig a Marussia tesztpilótája volt, és mindkét csapatnál lehetőséget kapott, ezért a táblázatban szerepel mindkét helyen. Susie Wolff 1992 óta az első női pilóta, aki Formula–1-es autóba ülhetett.
| Csapat                  | Rajtszám | Pilóta              | Futam(ok)                                            |
| ----------------------- | -------- | ------------------- | ---------------------------------------------------- |
| Williams Martini Racing | 40       | Felipe Nasr         | 3–5, 17–18 (BHR, CHN, ESP, USA, BRA)                 |
| Williams Martini Racing | 41       | Susie Wolff         | 9–10 (GBR, GER)                                      |
| Sauber F1 Team          | 36       | Giedo van der Garde | 3–5, 9–10, 12–13 (BHR, CHN, ESP, GBR, GER, BEL, ITA) |
| Sauber F1 Team          | 37       | Szergej Szirotkin   | 16 (RUS)                                             |
| Sauber F1 Team          | 37       | Adderly Fong        | 19 (ABU)                                             |
| Team Caterham           | 46       | Robin Frijns        | 3, 9 (BHR, GBR)                                      |
| Team Caterham           | 45       | Alexander Rossi     | 7 (CAN)                                              |
| Team Caterham           | 45       | Roberto Merhi       | 13, 15–16 (ITA, JPN, RUS)                            |
| Sahara Force India      | 34       | Daniel Juncadella   | 9, 13, 18 (GBR, ITA, BRA)                            |
| Marussia F1 Team        | 42       | Alexander Rossi     | 12 (BEL)                                             |
| Lotus F1 Team           | 30       | Charles Pic         | 13 (ITA)                                             |
| Lotus F1 Team           | 31       | Esteban Ocon        | 19 (ABU)                                             |
| Scuderia Toro Rosso     | 38       | Max Verstappen      | 15, 17–18 (JPN, USA, BRA)                            |

## Versenynaptár

2014-ben Formula–1-es futamnak otthont adó országok

2013 őszén kiderült, hogy az indiai nagydíj egy évre kikerül a versenynaptárból, november 16-án pedig azt is nyilvánosságra hozták, hogy a koreai nagydíjnak sem jut hely a naptárban 2014-ben. A 2013 szeptembere végén kiadott előzetes versenynaptárban még szerepelt visszatérő futamként a mexikói nagydíj, új futamként pedig a New Jersey-i nagydíj is, ám ezek végül különböző okok miatt nem kerültek be a végleges versenynaptárba. Ellenben 2014-ben visszatért az osztrák nagydíj, új futamként pedig bemutatkozott az orosz nagydíj Szocsiban. Így a bajnokság 2013 után ismét 19 fordulós maradt. 2014-ben a szingapúri és az abu-dzabi nagydíjak után először a bahreini nagydíjon is éjszaka, mesterséges fénynél rendezték a futamot.
| Verseny | Hivatalos név                                          | Nagydíj            | Pálya                              | Város        | Dátum          | Pályarajz   |
| ------- | ------------------------------------------------------ | ------------------ | ---------------------------------- | ------------ | -------------- | ----------- |
| 1.      | 2014 Formula 1 Rolex Australian Grand Prix             | Ausztrál nagydíj   | Albert Park Grand Prix Circuit     | Melbourne    | március 16.    | Melbourne   |
| 2.      | 2014 Formula 1 Petronas Malaysia Grand Prix            | Maláj nagydíj      | Sepang International Circuit       | Kuala Lumpur | március 30.    | Sepang      |
| 3.      | 2014 Formula 1 Gulf Air Bahrain Grand Prix             | Bahreini nagydíj   | Bahrain International Circuit      | Szahír       | április 6.     | Bahrein     |
| 4.      | 2014 Formula 1 UBS Chinese Grand Prix                  | Kínai nagydíj      | Shanghai International Circuit     | Sanghaj      | április 20.    | Sanghaj     |
| 5.      | Formula 1 Gran Premio de España Pirelli 2014           | Spanyol nagydíj    | Circuit de Catalunya               | Barcelona    | május 11.      | Barcelona   |
| 6.      | Formula 1 Grand Prix de Monaco 2014                    | Monacói nagydíj    | Circuit de Monaco                  | Monte-Carlo  | május 25.      | Monte-Carlo |
| 7.      | Formula 1 Grand Prix du Canada 2014                    | Kanadai nagydíj    | Circuit Gilles Villeneuve          | Montréal     | június 8.      | Montreal    |
| 8.      | Formula 1 Großer Preis von Österreich 2014             | Osztrák nagydíj    | Red Bull Ring                      | Spielberg    | június 22.     | Spielberg   |
| 9.      | 2014 Formula 1 Santander British Grand Prix            | Brit nagydíj       | Silverstone Circuit                | Silverstone  | július 6.      | Silverstone |
| 10.     | Formula 1 Großer Preis Santander von Deutschland 2014  | Német nagydíj      | Hockenheimring                     | Hockenheim   | július 20.     | Hockenheim  |
| 11.     | Formula 1 Pirelli Magyar Nagydíj 2014                  | Magyar nagydíj     | Hungaroring                        | Mogyoród     | július 27.     | Mogyoród    |
| 12.     | 2014 Formula 1 Shell Belgian Grand Prix                | Belga nagydíj      | Circuit de Spa-Francorchamps       | Spa          | augusztus 24.  | Spa         |
| 13.     | Formula 1 Gran Premio d'Italia 2014                    | Olasz nagydíj      | Autodromo Nazionale di Monza       | Monza        | szeptember 7.  | Monza       |
| 14.     | 2014 Formula 1 Singapore Airlines Singapore Grand Prix | Szingapúri nagydíj | Marina Bay Street Circuit          | Szingapúr    | szeptember 21. | Szingapúr   |
| 15.     | 2014 Formula 1 Japanese Grand Prix                     | Japán nagydíj      | Suzuka Circuit                     | Szuzuka      | október 5.     | Suzuka      |
| 16.     | 2014 Formula 1 Russian Grand Prix                      | Orosz nagydíj      | Sochi International Street Circuit | Szocsi       | október 12.    | Szocsi      |
| 17.     | 2014 Formula 1 United States Grand Prix                | Amerikai nagydíj   | Circuit of the Americas            | Austin       | november 2.    | Austin      |
| 18.     | Formula 1 Grande Prêmio Petrobras do Brasil 2014       | Brazil nagydíj     | Autódromo José Carlos Pace         | São Paulo    | november 9.    | São Paulo   |
| 19.     | 2014 Formula 1 Etihad Airways Abu Dhabi Grand Prix     | Abu-Dzabi nagydíj  | Yas Marina Circuit                 | Abu-Dzabi    | november 23.   | Abu-Dzabi   |

## A szezon menete
A szezon 19 nagydíjból állt. Ez megegyezik az előző világbajnokság futamainak számával.

### Ausztrál nagydíj

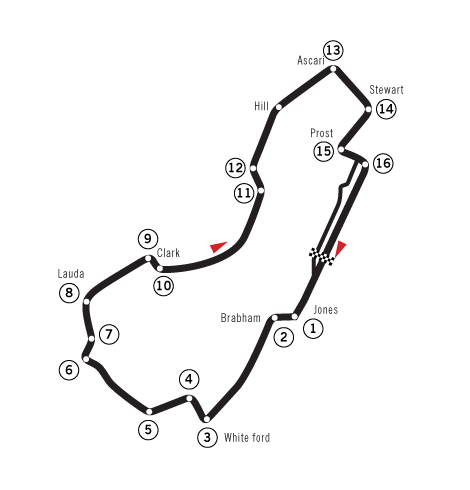
Melbourne Grand Prix Circuit

A szezon első versenyét, az ausztrál nagydíjat, 2014. március 16-án rendezték meg az Albert Parkban, Melbourneben. A pályán egy kör 5,303 km, a verseny 58 körös volt.
Két felvezető kör után elrajtoltak a versenyzők, Hamilton az első rajtkockából indult. Massa és Kobajasi az első kör első kanyarjában összeütköztek a japán fékhibája miatt, mindketten kiestek. A későbbiekben Hamilton, Grosjean, Ericsson, Maldonado és Vettel is kiesett, változatos problémák következtében. Az újonc Magnussen harmadik helyen végzett első Formula–1-es versenyén, a második helyről rajtoló Ricciardo pedig második lett, azonban a szabályok be nem tartása miatt a futam után öt órával kizárták. Így az eredetileg negyedik helyen végző Button került dobogós helyre. Csak 14 versenyző tudta befejezni a futamot, negyedik lett Alonso, ötödik Bottas, hatodik Hülkenberg, hetedik Räikkönen, nyolcadik Vergne, kilencedik Kvjat, tizedik pedig Pérez. A futamgyőztes Nico Rosberg lett.
| Pozíció | #  | Pilóta          | Csapat/Motor     |
| ------- | -- | --------------- | ---------------- |
| 1.      | 6  | Nico Rosberg    | Mercedes         |
| 2.      | 20 | Kevin Magnussen | McLaren-Mercedes |
| 3.      | 22 | Jenson Button   | McLaren-Mercedes |

### Maláj nagydíj

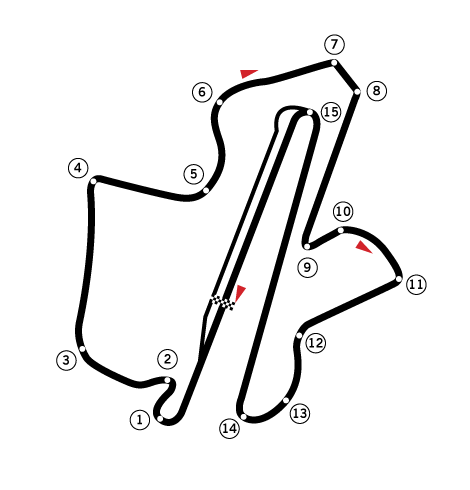
Sepang International Circuit

A második versenyt, a maláj nagydíjat, 2014. március 30-án rendezték meg Sepangban. A pályán egy kör 5,543 km, a verseny 56 körös volt.
Lewis Hamilton pole-pozícióból rajtolt, majd a futam során magabiztosan vezetett, megszerezve ezzel első sepangi győzelmét. Mögötte Nico Rosberg és Sebastian Vettel versengett, akik ebben a sorrendben értek célba 2. és 3. helyen. Az első körben a 6. helyről rajtoló Räikkönen autójának hátsó kereke és Kevin Magnussen elülső szárnya összeért, a finn versenyző a boxba kényszerült, így viszont csak a mezőny végére ért vissza, s ez csaknem a futam végéig így maradt. Magnussen az újonnan bevezetett 5 másodperces büntetést kapta figyelmetlenségéért, csakúgy, mint Bianchi, aki még a rajt utáni első kanyarban volt felelős egy ütközésért. Nico Hülkenberg a 7. helyről rajtolt, végül az 5. helyen végzett. Az előző nagydíjon jól teljesítő Ricciardo az első körökben magabiztosan csatázott Fernando Alonsóval majd a - csapattárs - címvédő Sebastian Vettellel, azonban az ausztrál versenyző egyik boxutcai kerékcseréjénél rosszul rögzítették az egyik kereket, amit ugyan hamar korrigáltak, de nem ért vissza pontszerző helyre, később ki is állt. Valtteri Bottast csapata eleinte arra utasította, hogy ne előzze meg csapattársát, Massát, és bár a futam végén zöld utat kapott a csapattól, Massa nem engedte előre. Körökön át komoly harc zajlott köztük a 7. helyért, ami végül Massáé lett. Alonso a 4. helyről rajtolt, majd ott is fejezte be a futamot.
A versenyen kiállni kényszerült végül Ricciardo, Gutiérrez, Sutil, Vergne, Bianchi, Maldonado és Pérez.
| Pozíció | #  | Pilóta           | Csapat/Motor     |
| ------- | -- | ---------------- | ---------------- |
| 1.      | 44 | Lewis Hamilton   | Mercedes         |
| 2.      | 6  | Nico Rosberg     | Mercedes         |
| 3.      | 1  | Sebastian Vettel | Red Bull-Renault |

### Bahreini nagydíj

Bahrain International Circuit

A szezon harmadik versenye a bahreini nagydíj volt, amelyet 2014. április 6-án rendeztek meg Bahreinben, első alkalommal mesterséges fényviszonyok között. A pályán egy kör 5,412 km, a verseny 57 körös volt.
Ricciardo az előző futamot követően tízhelyes rajtbüntetést kapott, ezért a 13. helyről rajtolt az időmérő edzésen elért 3. rajtpozíció helyett. Rosberg szerezte meg a pole-pozíciót, de Hamilton hamar átvette a vezetést. A Mercedes két pilótája elszakadt a mezőnytől és látványos csatát vívtak az első helyért. 
A Red Bull csapatutasítására Vettel elengedte Ricciardót a futam második felében. A verseny 41. körében az egyik kanyarnál Maldonado figyelmetlenségből meglökte Gutiérrez autóját, aki többször megpördült az autóval, de sértetlenül szállt ki. Ekkor a biztonsági autó bejött a pályára, a versenyzők pedig felzárkóztak mögötte. A futam során kiesett még Button, Magnussen, Sutil, Vergne és Ericsson is.
A Mercedesesek utolsó körökben vívott harcát követően Hamilton nyerte meg a futamot, Rosberg érkezett másodiknak a célba, a dobogó legalsó fokára Pérez állhatott. Utánuk ért célba sorrendben Ricciardo, Hülkenberg, Vettel, Massa, Bottas, Alonso és az utolsó pontszerző helyen Räikkönen.
| Pozíció | #  | Pilóta         | Csapat/Motor         |
| ------- | -- | -------------- | -------------------- |
| 1.      | 44 | Lewis Hamilton | Mercedes             |
| 2.      | 6  | Nico Rosberg   | Mercedes             |
| 3.      | 11 | Sergio Pérez   | Force India-Mercedes |

### Kínai nagydíj

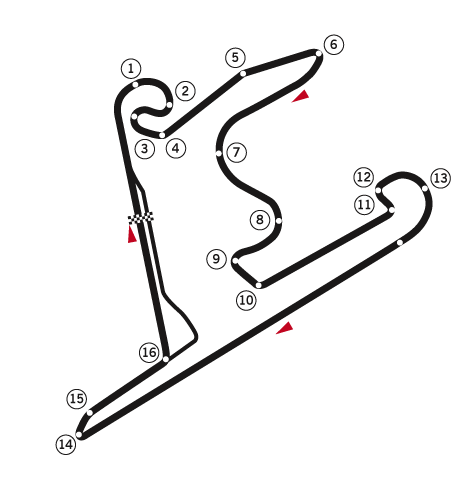
Sanghai International Circuit

A szezon negyedik versenye a kínai nagydíj volt, melyet 2014. április 20-án rendeztek meg Sanghajban. A pályán egy kör 5,451 km, a verseny eredetileg 56 körös lett volna, de a sportbírók hibája miatt utólag két körrel lerövidítették.
A futam előtti napon Hamilton szerezte meg a pole-pozíciót, így az első rajtkockából indult, és a rajtot követően a verseny végéig első helyen maradt. Sutil a 6. körben kiesett motorhiba következtében. Az első kerékcserék gyorsan és zökkenőmentesen zajlottak, Massa autójánál azonban kisebb gond akadt: a csapat tagjai felcserélték a bal és jobb oldali kerekeket, így a brazil versenyző több mint 40 másodpercig tartózkodott a boxban. A lemaradás miatt a későbbiekben nem tudott a 15. helynél feljebb jönni. A futam során Vergne kivételével mindenki közepes  keverékű abroncsra váltott a lágyak helyett. A 4. helyről rajtoló Rosberg telemetriás rendszere nem működött, így a Mercedes csapata nem látta az autóból érkező adatokat. A red bullos Vettel és Ricciardo szorosan egymás mögött autóztak, de Ricciardo gyorsabb volt, ezért csapattársa átengedte a 4. helyre. Grosjean a 30. körben kiállt váltóhiba miatt. Rosberg a verseny vége felé megelőzte a sokáig 2. helyen haladó Alonsót, így Hamilton után ő érkezett a célba. A dobogóra Hamilton, Rosberg és Alonso állhatott, 4. lett Ricciardo, 5. Vettel, 6. Hülkenberg, 7. Bottas, 8. Räikkönen, 9. Pérez, és az utolsó pontszerző helyen Kvjat végzett.
| Pozíció | #  | Pilóta          | Csapat/Motor |
| ------- | -- | --------------- | ------------ |
| 1.      | 44 | Lewis Hamilton  | Mercedes     |
| 2.      | 6  | Nico Rosberg    | Mercedes     |
| 3.      | 14 | Fernando Alonso | Ferrari      |

### Spanyol nagydíj

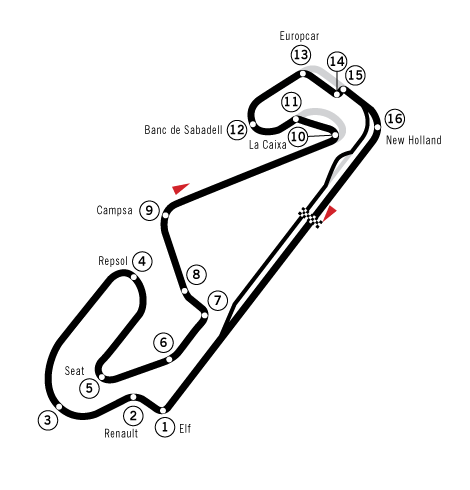
Circuit Catalunya

A világbajnokság ötödik versenyét, a spanyol nagydíjat 2014. május 11-én Barcelonában rendezték meg. A pálya hossza 4,655 km, a verseny 66 körös volt.
Hamilton rajtolt első helyről, csapattársa, Rosberg pedig közvetlenül mellőle. A rajtot követően Hamilton megtartotta első helyét, mögötte Rosberg autózott sokáig. Vergne műszaki probléma miatt a 25. körben kiállni kényszerült. Vettel a kezdeti nehézségek után ezen a futamon jobban szerepelt. A 66 kör alatt a kerékcserék és egyéb kiállások miatt az első tíz helyen autózók sorrendje változó volt. Kobajasi Vergne-hez hasonlóan szintén kiállt, a futamot nem teljesítette. A mezőny annyira széthúzódott, hogy a futam felétől stabilan a hetedik helyen haladó Räikkönen is már egy körös lemaradásban volt. Hamilton a verseny vége felé veszített előnyéből, ezért sokáig úgy tűnt, hogy Rosberg az utolsó körökben meg tudja előzni, de végül a szoros verseny után Hamilton ért célba elsőként. Sorrendben érkeztek utána a következő pilóták: Rosberg, Ricciardo, Vettel, Bottas, Alonso, Räikkönen, Grosjean, Pérez, és tizedik helyen Hülkenberg.
| Pozíció | #  | Pilóta           | Csapat/Motor     |
| ------- | -- | ---------------- | ---------------- |
| 1.      | 44 | Lewis Hamilton   | Mercedes         |
| 2.      | 6  | Nico Rosberg     | Mercedes         |
| 3.      | 3  | Daniel Ricciardo | Red Bull-Renault |

### Monacói nagydíj

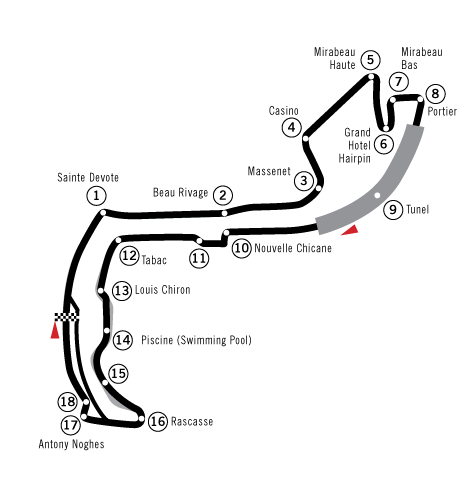
Circuit de Monaco

A világbajnokság hatodik versenyét, a monacói nagydíjat 2014. május 25-én a monacói utcai pályán rendezték meg. A pályán egy kör 3,340 km, a verseny 78 körös volt.
Az időmérő edzésen Rosberg érte el a legjobb időt Hamilton előtt. Maldonado a felvezető körben nem tudott elindulni, így ő Ericsson mellől rajtolt a boxutcából - sikertelenül. A rajtot követően Rosberg megtartotta első helyét, Räikkönen a hetedik rajtpozícióból előreugrott a negyedik helyre, Pérez pedig ütközött, így még az első körben bejött a biztonsági autó. Még a verseny elején Vettel autójával gond akadt, ezért kiállt, Kvjat a 12. körben szintén kiesett. Sutil a futam alatt néhány parádés előzést produkált, majd ütközött a fallal és kiesett. Ekkor a biztonsági autó ismét bejött a pályára, a pilóták pedig igyekeztek a gumicseréket ekkorra időzíteni. Vergne és Magnussen csatázott a verseny közepén, majd Vergne később Bianchival kezdett csatába a mezőny vége felé. A francia versenyző az 53. körben kiállt pontszerző helyéről műszaki hiba miatt. Az 57. körben Bottas autója is leállt. Gutiérrez a 61. körben megpörgött az egyik kanyart követően, a versenyt nem tudta folytatni. Räikkönen és Magnussen ütközés miatt jóval hátrébb kerültek. Ricciardo komoly csatát vívott Hamiltonnal a második helyért az utolsó körökben, aki egy ideig nem látott a bal szemére, ezért lemaradt Rosbergről, de az ausztrál végül nem tudta őt megelőzni.
Az első helyen így Rosberg végzett Hamilton és Ricciardo előtt, utánuk érkezett a 4. helyre Alonso, 5. lett Hülkenberg, 6. Button, 7. Massa, 8. Grosjean, 9. Bianchi, és 10. helyen végzett Magnussen.
A futam során több büntetést is kiosztottak: Bianchi, Chilton, és Gutiérrez nem megfelelően álltak be a rajtrácsra, ők öt másodperces büntetést kaptak, de mivel Bianchi a biztonsági autó pályán tartózkodása alatt töltötte ezt le, még egyszer öt másodperces büntetést osztottak ki neki. Bianchi ennek ellenére a büntetésekkel együtt behozta a Marussiát a 9. helyre, ezzel a csapat 2010 óta tartó fennállásának első pontjait szerezte meg. Vergne áthajtásos büntetést kapott, mert a boxutcában kihajtott Magnussen elé.
| Pozíció | #  | Pilóta           | Csapat/Motor     |
| ------- | -- | ---------------- | ---------------- |
| 1.      | 6  | Nico Rosberg     | Mercedes         |
| 2.      | 44 | Lewis Hamilton   | Mercedes         |
| 3.      | 3  | Daniel Ricciardo | Red Bull-Renault |

### Kanadai nagydíj

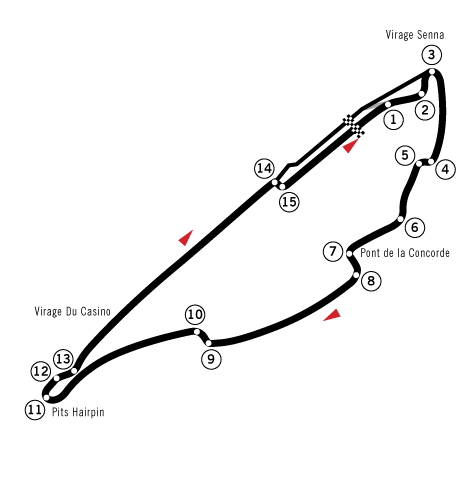
Circuit Gilles Villeneuve

A világbajnokság hetedik futamát, a kanadai nagydíjat 2014. június 8-án rendezték meg Montréalban. A versenypályán egy kör 4,361 km, a verseny 70 körös volt.
A rajt után Hamiltonnak csaknem sikerült megelőznie a pole-pozícióból induló Rosberget, majd még az első körben Chilton ütközött Bianchival, a Marussia csapata így nagyon hamar kiállni kényszerült. A hetedik körig bent volt a biztonsági autó a baleset miatt. Az ütközés után kiterjedt olajfolt maradt a pályán, amelyen a későbbiekben sokan csúszkáltak. Nem sokkal később Ericsson és Kobajasi Kamui kiesett. A futam alatt fordulatokban gazdag előzések történtek, egy ideig Massa vezette a mezőnyt, majd a 47. körben Hamilton egy előzés után fékhiba miatt csúszkálni kezdett és kiállt a boxba. Kvjat (technikai probléma miatt), Grosjean (a hátsó szárny problémája miatt) és Gutiérrez a verseny vége felé szintén kiesett. Ricciardo átvette a vezetést Rosbergtől. Pérez a mezőny végéről rajtolva a futam végén az első háromban autózott, végül előkelő helyen végzett volna, de az utolsó körben Massa felszaladt a mexikói pilóta autójára, és mindketten durván kisodródtak.
A dobogóra sorrendben Ricciardo, Rosberg és Vettel állhatott, a pontszerző helyeken Button, Hülkenberg, Alonso, Bottas, Vergne, Magnussen és Räikkönen végzett, ebben a sorrendben.
| Pozíció | # | Pilóta           | Csapat/Motor     |
| ------- | - | ---------------- | ---------------- |
| 1.      | 3 | Daniel Ricciardo | Red Bull-Renault |
| 2.      | 6 | Nico Rosberg     | Mercedes         |
| 3.      | 1 | Sebastian Vettel | Red Bull-Renault |

### Osztrák nagydíj

Red Bull Ring

A világbajnokság nyolcadik futamát, az osztrák nagydíjat 2014. június 22-én rendezték meg Spielbergben. A versenypályán egy kör 4,326 km, a verseny 71 körös volt.
Az időmérő edzésen Massa érte el a legjobb időt, így ő indulhatott pole-pozícióból. Hamilton a kilencedik rajthelyről hamar felküzdötte magát a második helyre, azonban csapattársát, Rosberget nem tudta megelőzni. Pérez a futam első felében - és a mezőny elején - csaknem tíz körön át vonatozott öt pilótatársával, feltartva őket. Vettel autója a verseny elején kis időre lelassult, így az utolsó helyre szorult, végül a 37. körben kiállt. Vergne fékhiba, Kvjat kicsúszás miatt kényszerült befejezni a versenyt idő előtt. A dobogóra Rosberg, Hamilton és Bottas állhatott, ebben a sorrendben. A futam során pontot szerzett még Massa, Alonso, Pérez, Magnussen, Ricciardo, Hülkenberg és Räikkönen, ebben a sorrendben.
| Pozíció | #  | Pilóta          | Csapat/Motor      |
| ------- | -- | --------------- | ----------------- |
| 1.      | 6  | Nico Rosberg    | Mercedes          |
| 2.      | 44 | Lewis Hamilton  | Mercedes          |
| 3.      | 77 | Valtteri Bottas | Williams-Mercedes |

### Brit nagydíj

Silverstone Circuit

A kilencedik versenyt, a brit nagydíjat Silverstone-ban rendezték meg 2014. július 6-án. A pályán egy kör 5,891 km, a verseny 52 körös volt.
Rosberg idén negyedszer indult pole-pozícióból. Az autók többsége közepes keverékű gumikkal indult. A rajtot követő ötödik kanyarban baleset történt, Räikkönen túl széles ívben kanyarodott, a Ferrari ezért megpördülve csapódott a korlátba éppen csak kikerülve Kobajasit, Massa azonban beleszaladt a finn pilóta autójába egy nagy fékezés után. A futamot piros zászlóval leintették a korlát javítása miatt, csak egy órával később rajtolhattak újra. A leintés után Chilton behajtott a bokszutcába az ezt tiltó szabályok ellenére, áthajtásos büntetést kapott. Massa nem folytatta a versenyt.
A második rajtnál a biztonsági autó mögül indultak az autók. Néhány látványos előzés történt az első körökben, majd Gutiérrez egy koccanás után kiesett, egy körrel később Ericsson is kiállt. Alonso szabálytalanság miatt 5 másodperces büntetést kapott. Rosberg váltóhiba miatt kiállt a 31. körben. Alonso és Vettel a futam második felében hatalmasat csatázott. Maldonado az utolsó előtti körben műszaki hiba miatt feladta a versenyt. A dobogóra sorrendben Hamilton, Bottas és Ricciardo állhatott. Button a negyedik, Vettel az ötödik helyen végzett. Pontot szereztek még: Alonso, Magnussen, Hülkenberg, Kvjat és Vergne.
| Pozíció | #  | Pilóta           | Csapat/Motor      |
| ------- | -- | ---------------- | ----------------- |
| 1.      | 44 | Lewis Hamilton   | Mercedes          |
| 2.      | 77 | Valtteri Bottas  | Williams-Mercedes |
| 3.      | 3  | Daniel Ricciardo | Red Bull-Renault  |

### Német nagydíj

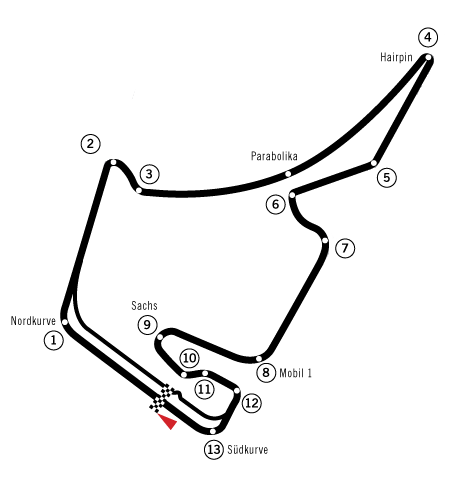
Hockenheimring

Az évad tizedik versenyét, a német nagydíjat 2014. július 20-án rendezték meg a Hockenheimringen. A pályán egy kör 4,574 km, a verseny 67 körös volt.
Az első rajtkockából Rosberg indult, a futam alatt végig megtartotta az előnyét. Az első körben az előző versenyhez hasonlóan ismét baleset történt: Massa rákanyarodott Magnussenre, a brazil autója így megpördült a levegőben, a versenyt nem tudta folytatni. Büntetést egyikük sem kapott. Hamilton az időmérő edzésen történt balesete és egy váltócsere miatti hátrasorolás után a 20. helyről rajtolva 17 kör alatt felküzdötte magát a 2. helyre. Sokáig autózott itt, majd Bottas megelőzte, Hamilton így a harmadik helyen ért célba. A futam során történtek látványos dupla előzések, eseménydús volt a verseny. Kvjat autója a 46. körben lángba borult, Grosjean is kiesett a futam alatt. Az 50. körben Sutil versenyautója leállt és kipördült a pálya közepére. Nem indultak azonnal a segítségére, kis idő elteltével néhány bíró rohant be a pályára és tolták ki az autót. Dupla sárga zászló volt érvényben, a biztonsági autót azonban nem küldték be. A futamot Rosberg nyerte Bottas és Hamilton előtt. Negyedik lett Vettel, ötödik Alonso. Pontszerző helyen végzett Ricciardo, Hülkenberg, Button, Magnussen és Pérez.
| Pozíció | #  | Pilóta          | Csapat/Motor      |
| ------- | -- | --------------- | ----------------- |
| 1.      | 6  | Nico Rosberg    | Mercedes          |
| 2.      | 77 | Valtteri Bottas | Williams-Mercedes |
| 3.      | 44 | Lewis Hamilton  | Mercedes          |

### Magyar nagydíj

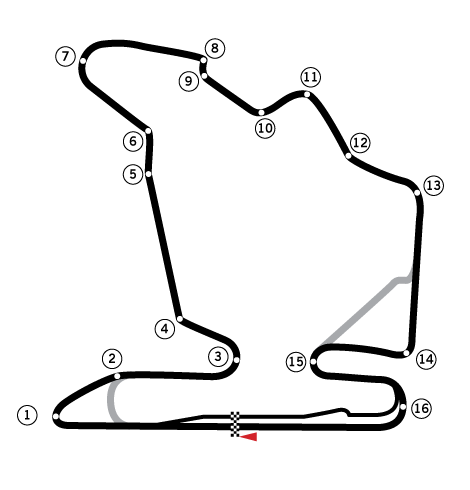
Hungaroring

A világbajnokság tizenegyedik futamát, a magyar nagydíjat 2014. július 27-én rendezték meg a Hungaroringen, Mogyoródon. A pályán egy kör 4,381 km, a verseny 70 körös volt.
A rajt előtt esni kezdett az eső, majd hamar abbamaradt, így a pilótáknak egyenetlenül vizes pályán kellett haladniuk. Mindenki intermadiate gumikon indult. Rosberg a pole-ból indulva megtartotta az első helyet, Bottas pedig megelőzte a rajtnál Vettelt. A boxból rajtoló Hamilton megpördült a 2-es kanyarban. A 8. körben Ericsson a 3-as kanyarban a gumifalnak csapódott, bejött a biztonsági autó és a 11. körben kiment volna, de Grosjean ugyanott kipördült, így a biztonsági autó csak a 15. körben ment ki. Mindenki lágy gumikért ment vissza a boxba, kivéve Buttont. A 14-es kanyarban Hülkenberg és Pérez ütközött, előbbi kiesett. Hamilton ekkor már a 8. helyen haladt. A célegyenesben Pérez a falnak ütközött, így ismét bement a pályára a biztonsági autó. Néhány körrel később Vettel ugyanott megcsúszott, de egyenesbe állította az autóját. Vergne körökön keresztül tartotta maga mögött Rosberget. Az utolsó tíz körben az első háromban autózó Alonsót Ricciardo és Hamilton utolérte. Ricciardo megelőzte mindkettejüket az utolsó körökben és nyert. Alonso 2. lett, Hamilton 3. a boxból indulva. 4. Rosberg, 5. Massa,  6. Räikkönen, 7. Vettel, 8. Bottas, 9. Vergne és 10. Button.
| Pozíció | #  | Pilóta           | Csapat/Motor     |
| ------- | -- | ---------------- | ---------------- |
| 1.      | 3  | Daniel Ricciardo | Red Bull-Renault |
| 2.      | 14 | Fernando Alonso  | Ferrari          |
| 3.      | 44 | Lewis Hamilton   | Mercedes         |

### Belga nagydíj

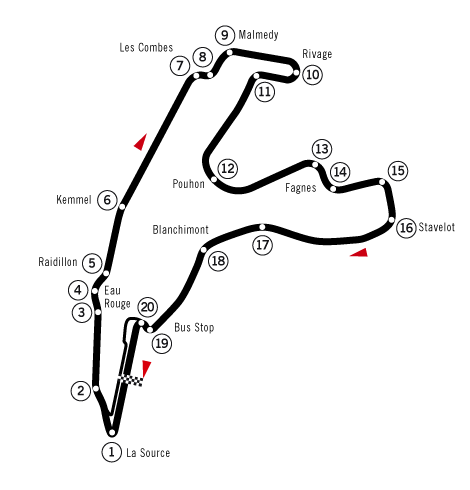
Circuit de Spa-Francorchamps

A tizenkettedik versenyt, a belga nagydíjat 2014. augusztus 24-én rendezték meg Spában. A pályán egy kör 7,004 km, a verseny 44 körös volt.
A nyári szünet utáni első futamon Rosberg indulhatott az első rajtkockából, azonban csapattársa, Hamilton a rajtot követően elé vágott. Az első körökben összekoccantak, ezután Rosberg haladt az élen, Hamilton pedig defekt miatt csaknem az utolsó helyre szorult. A futam során látványos előzéseket produkáltak a pilóták, és komoly harc folyt az utolsó pontszerző helyekért Pérez, Kvjat és Hülkenberg között. Hamilton a verseny vége előtt néhány körrel visszament a boxba és feladta a futamot a motor kímélése céljából. A futam felétől élen autózó Ricciardo nyerte meg a nagydíjat, utána Rosberg és Bottas érkezett a célba. Negyedik lett Räikkönen, akinek ebben az évben ez volt a legjobb helyezése futamon, ötödik pedig Vettel. Pontszerző helyen végzett még Button, Alonso, Pérez, Kvjat és Hülkenberg. Eredetileg Magnussen ért célba hatodikként, de őt Alonso leszorításáért a leintés után boxutca-áthajtással (ami egyenlő egy 20 másodperces időbüntetéssel) sújtották, így a 12. helyre esett vissza, és végül nem szerzett pontot. Kobajasi helyett a háromszoros Le Mans-győztes André Lotterer ült autóba a versenyen, de egy kör után fel kellett adnia a versenyt motorhiba miatt. A versenytávot kiesés miatt Grosjean, Bianchi, Maldonado, Lotterer és Hamilton nem teljesítette.
| Pozíció | #  | Pilóta           | Csapat/Motor      |
| ------- | -- | ---------------- | ----------------- |
| 1.      | 3  | Daniel Ricciardo | Red Bull-Renault  |
| 2.      | 6  | Nico Rosberg     | Mercedes          |
| 3.      | 77 | Valtteri Bottas  | Williams-Mercedes |

### Olasz nagydíj

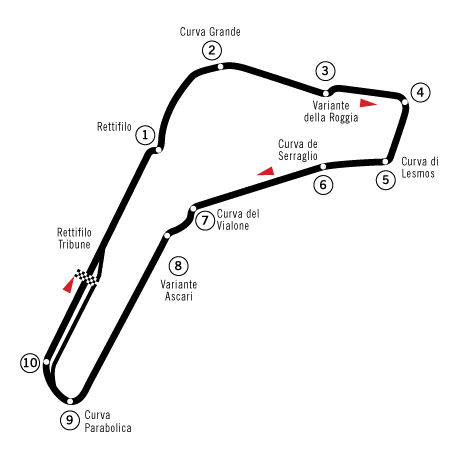
Autodromo Nazionale Monza

A tizenharmadik versenyt, az olasz nagydíjat 2014. szeptember 7-én rendezték meg Monzában. A pályán egy kör 5,793 km, a verseny 53 körös volt.
Monzában Hamilton indult a pole-pozícióból, mellőle Rosberg rajtolt. A pilóták vegyesen kemény és közepes gumikon indultak. Rosberg a rajtnál átvette az irányítást, Magnussen és Massa is megelőzte Hamiltont az első kanyarokban. Chilton autóját a 6. körben megdobta a kerékvető és kicsúszott a kavicságyba, nem folytatta a versenyt. Rosberg a 9. körben levágott egy kanyart és a sikánban haladt tovább, ugyanezt a hibát Hamilton is elkövette a 29. körben. A brit pilóta a futam közepére felküzdötte magát vezető pozícióba, de mikor kiállt a boxba, Rosbergnek volt esélye ismét az élre kerülnie. Vettel, Magnussen, Bottas, Pérez és Button sokáig egymáshoz nagyon közel autóztak, többször támadták egymást a jobb helyért. Alonso a 29. körben ugyanazt a kanyart vágta le, amit korábban a Mercedes csapat is, Alonso műszaki hiba miatt félreállt és feladta a versenyt. Hamilton ismét visszavette a vezetést Rosbergtől, a 37. körre 4,6 másodperces előnyre tett szert. Magnussen 5 másodperces büntetést kapott, amiért az előzni próbáló Bottast leszorította a pályáról. Vettel és Ricciardo a futam vége előtt hat körrel kisebb csatát vívtak az ötödik helyért. Kvjat az utolsó előtti körben kicsúszott, így ugyanazt a kanyart vágta le, amit előtte már hárman, de nekiütközött a sikánt alkotó elemeknek. A versenyt folytatni tudta. A futamot végül Hamilton nyerte Rosberg és Massa előtt. Negyedik lett Bottas, ötödik Ricciardo. Utánuk végzett sorrendben Vettel, Magnussen, Pérez, Button és Räikkönen, de Magnussent a büntetése miatt a hetedik helyről a tizedikre sorolták. Gutiérrez is 5 másodperces büntetést kapott balesetokozás miatt, ezért utólag hátrasorolták a tizenkilencedikről a huszadik helyre.
| Pozíció | #  | Pilóta         | Csapat/Motor      |
| ------- | -- | -------------- | ----------------- |
| 1.      | 44 | Lewis Hamilton | Mercedes          |
| 2.      | 6  | Nico Rosberg   | Mercedes          |
| 3.      | 19 | Felipe Massa   | Williams-Mercedes |

### Szingapúri nagydíj

Singapore Street Circuit

A tizennegyedik versenyt, a szingapúri nagydíjat 2014. szeptember 21-én rendezték meg éjszaka, Szingapúrban. A pályán egy kör 5,065 km, a verseny eredetileg 61 körös volt, ám ebből a két órás időlimit miatt csak 60-at teljesítettek a versenyzők.
Hamilton indulhatott az első rajtkockából, mögötte Vettel, Alonso és Ricciardo haladt az első körökben. Rosberg a boxutcából rajtolt, mert a futam kezdete előtt probléma akadt a kormánnyal, végül a 14. körben feladta a versenyt. Gutiérrez is kiesett a 19. körben. A 30. körben bejött a biztonsági autó Pérez és Sutil ütközése és a törmelékek miatt. A 41. körben Sutil szintén kiesett a versenyből, ekkor Hamilton előnye a többiekkel szemben 12 másodperc volt. Button autója az 54. körben teljesen leállt. Vergne az utolsó körben megelőzte a két finn versenyzőt, így a hatodik helyen végzett. A futamot Hamilton nyerte Vettel és Ricciardo előtt, Alonso és Massa szerezte meg a negyedik és ötödik helyet. Pontot szerzett még Vergne, Pérez, Räikkönen, Hülkenberg és Magnussen.
| Pozíció | #  | Pilóta           | Csapat/Motor     |
| ------- | -- | ---------------- | ---------------- |
| 1.      | 44 | Lewis Hamilton   | Mercedes         |
| 2.      | 1  | Sebastian Vettel | Red Bull-Renault |
| 3.      | 3  | Daniel Ricciardo | Red Bull-Renault |

### Japán nagydíj

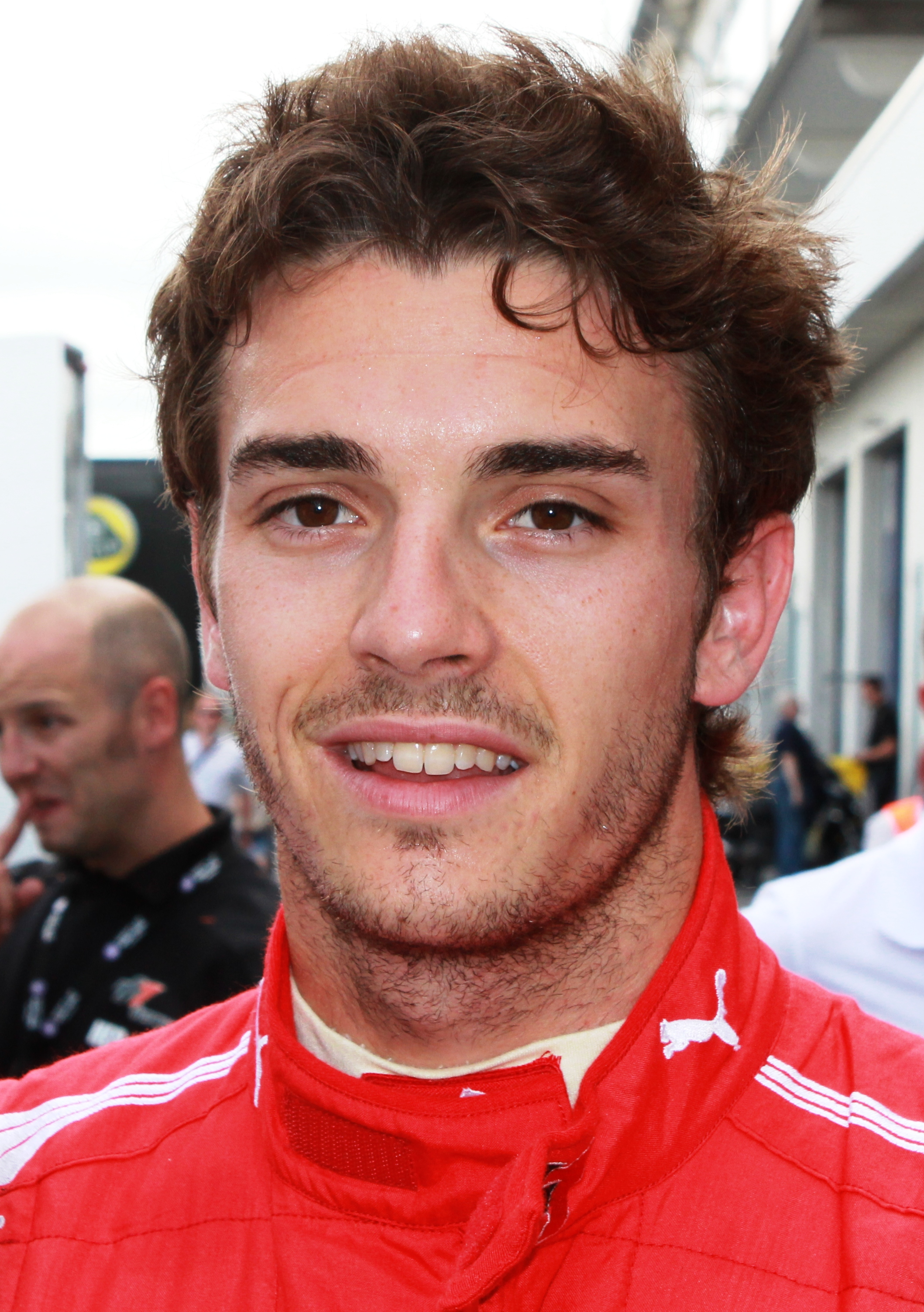
Bianchi súlyos balesete beárnyékolta a japán futamot és a szezon hátralévő részét.

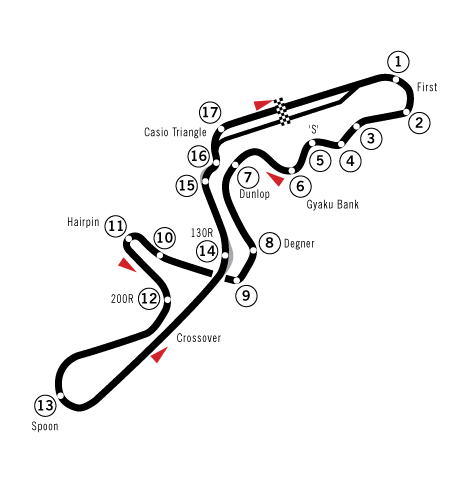
Suzuka Circuit

A tizenötödik versenyt, a japán nagydíjat 2014. október 5-én rendezték meg Szuzukában. A pályán egy kör 5,807 km, a verseny 53 körös lett volna, de ebből Jules Bianchi súlyos balesete miatt csak 46-ot teljesítettek a pilóták.
A mezőny esőben rajtolt el Rosberg-Hamilton-Bottas sorrendben az élen, de a harmadik kör után leállították a versenyt, ami csak 25 perccel később indult újra az eredeti sorrendben, a biztonsági autó mögött. Alonso autója az újraindítás után rögtön leállt motorhiba miatt, így kiállt. A 10. körben kiment a biztonsági autó. A 12. körben sokan kiálltak a boxba, intermediate gumikra váltottak. A 29. körben Hamilton megelőzte Rosberget, aki a 33. körben kiment a boxba, mert az autójának teljesítménye lecsökkent. Button remekelt a futam alatt. A 40. kör környékén ismét eleredt az eső, kerékcserére volt szükség. A 43. körben Sutil beleszállt a falba, ezt követően bejött a biztonsági autó és egy orvosi kocsi is. Kiderült, hogy ugyanott Bianchi is kicsúszott. A 46. körben piros zászlóval leintették a versenyt. A leintett versenyt Hamilton nyerte, mögötte Rosberg és Vettel végzett. Bianchit súlyos fejsérülésekkel, eszméletlenül szállították kórházba mentőautóval a futam leállítása után, ahol megműtötték.
| Pozíció | #  | Pilóta           | Csapat/Motor     |
| ------- | -- | ---------------- | ---------------- |
| 1.      | 44 | Lewis Hamilton   | Mercedes         |
| 2.      | 6  | Nico Rosberg     | Mercedes         |
| 3.      | 1  | Sebastian Vettel | Red Bull-Renault |

### Orosz nagydíj

Sochi International Street Circuit

A világbajnokság tizenhatodik versenyét, az első orosz nagydíjat 2014. október 12-én rendezték meg Szocsiban. A pályán egy kör 5,853 km, a verseny 53 körös volt.
Hamilton indult a pole-pozícióból. A második helyről induló Rosberg az első kanyarnál elfékezte az autót és a boxba ment kerékcserére, így viszont a 20. helyre esett vissza. A 8. körben már a 16. helyre tornázta vissza magát. Vettel és Ricciardo egymással csatázva a mezőny elejére kerültek a futam első harmadában. Chilton Marussiája a 13. körben meghibásodott, így a brit feladta a versenyt. Alonso kerékcseréjénél apró fennakadás történt, így a 4. helyről 7. helyre esett vissza. Kobajasi kiállt a 25. körben. A 28. körre Rosberg már a 4. helyre jött fel, ugyanebben a körben Grosjean kipördítette Sutil Sauberjét, de a németnek nem kellett kiállnia. Grosjean 5 másodperces büntetést kapott az esetért. A futam végére Rosberg a 2. helyre jött fel.
A versenyt Hamilton nyerte meg Rosberg és Bottas előtt. Utánuk ért célba Button és Magnussen. Pontszerző helyen végzett még Alonso, Ricciardo, Vettel, Räikkönen és Pérez ebben a sorrendben.
| Pozíció | #  | Pilóta          | Csapat/Motor      |
| ------- | -- | --------------- | ----------------- |
| 1.      | 44 | Lewis Hamilton  | Mercedes          |
| 2.      | 6  | Nico Rosberg    | Mercedes          |
| 3.      | 77 | Valtteri Bottas | Williams-Mercedes |

### Amerikai nagydíj

Circuit of the Americas

A tizenhetedik versenyt, az amerikai nagydíjat 2014. november 2-án rendezték meg Austinban. A pályán egy kör 5,513 km, a verseny 56 körös volt.
Rosberg indult az első rajtkockából, majd sokáig megtartotta első helyét. A második körben Sutil és Pérez autója összeért, így ők feladták a versenyt. A biztonsági autó bentléte alatt többen a tervezettnél korábban visszamentek a bokszutcába kerékcserére. A 18. körben Hülkenberg autója leállt, a versenyt nem tudta folytatni. A futam felénél Hamilton átvette a vezetést Rosbergtől.Maldonado 5mp-es büntetést kapott bokszutcai gyorshajtás miatt. Vergne elsodorta Grosjeant a verseny végén. Izgalmas előzések történtek a futam során, amelyet Hamilton nyert meg Rosberg és Ricciardo előtt. Negyedik lett Massa, ötödik Bottas. Pontszerző helyen végzett Alonso, Vettel, Magnussen, Vergne és Maldonado.
| Pozíció | #  | Pilóta           | Csapat/Motor     |
| ------- | -- | ---------------- | ---------------- |
| 1.      | 44 | Lewis Hamilton   | Mercedes         |
| 2.      | 6  | Nico Rosberg     | Mercedes         |
| 3.      | 3  | Daniel Ricciardo | Red Bull-Renault |

### Brazil nagydíj

Autódromo José Carlos Pace

A szezon tizennyolcadik versenyét, a brazil nagydíjat 2014. november 9-én rendezték meg Interlagosban. A pályán egy kör 4,309 km, a verseny 71 körös volt.
Rosberg rajtolhatott a pole-pozícióból, mögötte Hamilton és Massa haladt jó ideig a futamon. A mezőny nagyrészt lágy gumikon kezdte a versenyt, csak négyen indultak közepes keverékű gumikkal. A 7. körtől kezdve többen is kiálltak új gumikért. Massát még a futam elején 5 másodpercre büntették boxutcai gyorshajtásért. Hülkenberg vezette a mezőnyt egy rövid ideig. Grosjean a 25. körben ment ki először friss gumikért. Bottas a kerékcserénél időt veszített a biztonsági öve miatt. Hamilton kipördült a pályáról a 28. körben, 7 másodpercet veszített Rosberggel szemben. Pérez is 5 másodperces büntetést kapott boxutcai gyorshajtásért. Ricciardo bal első felfüggesztése a 40. körben meghibásodott, így az ausztrál kiállt a versenyből. A visszajátszásban lehetett látni, hogy a felfüggesztéssel is lehettek gondok. Bottas Hülkenberg előzése miatt kicsúszott a bukótérbe, ezért Räikkönen is meg tudta előzni. A futam vége felé Alonso, Vettel és Räikkönen is szép előzéseket produkált. Grosjean autója leállt a 66. körben. A futamot végül Rosberg nyerte Hamilton és Massa előtt. Negyedik lett Button, ötödik Vettel. Pontszerző helyen végzett még Alonso, Räikkönen, Hülkenberg, Magnussen, és Bottas is ebben a sorrendben.
| Pozíció | #  | Pilóta         | Csapat/Motor      |
| ------- | -- | -------------- | ----------------- |
| 1.      | 6  | Nico Rosberg   | Mercedes          |
| 2.      | 44 | Lewis Hamilton | Mercedes          |
| 3.      | 19 | Felipe Massa   | Williams-Mercedes |

### Abu-dzabi nagydíj

Yas Island Circuit

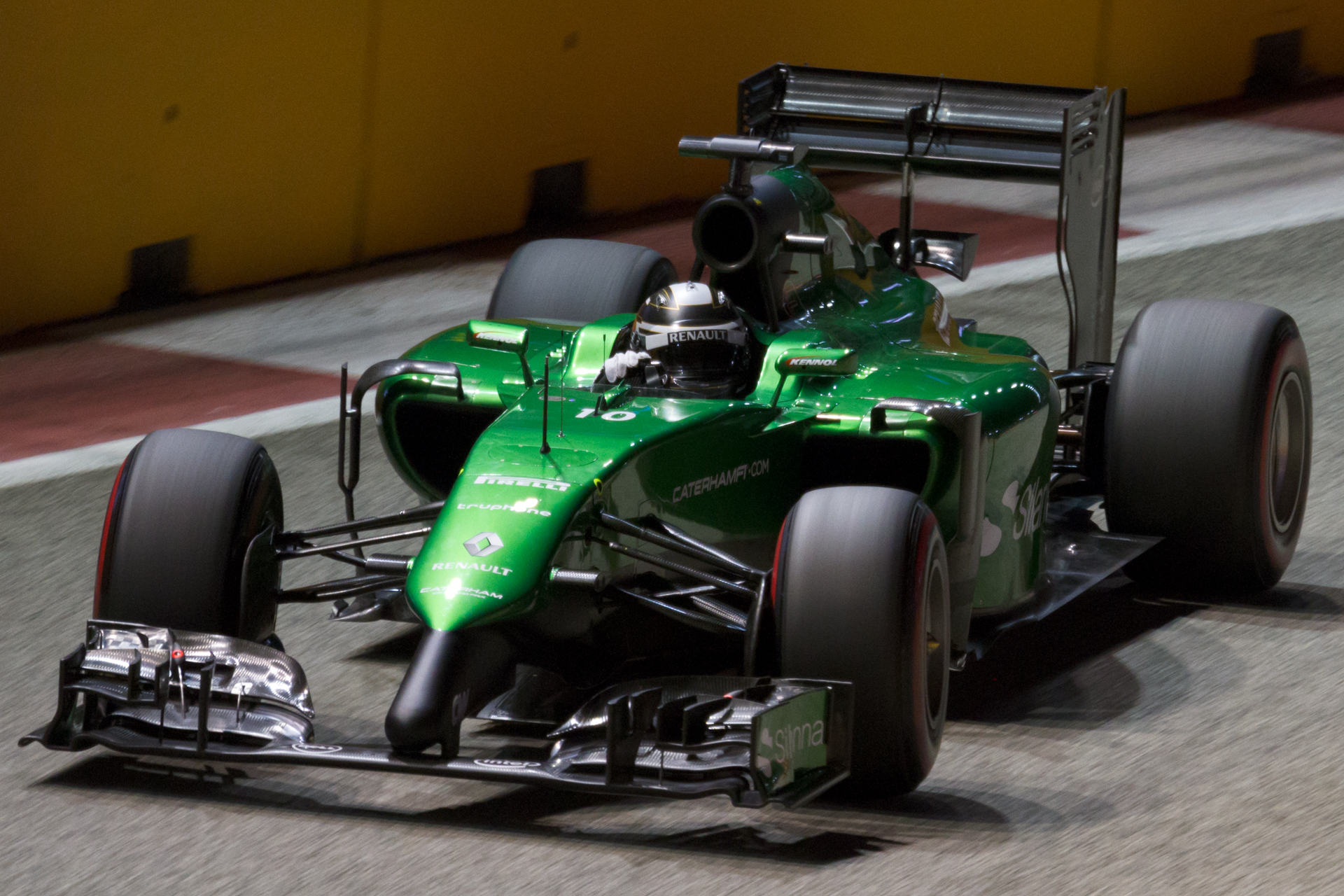
A Caterhamnek sikerült elég pénzt gyűjtenie, így megmenekült a csődtől, és ott lehetett Abu-Dzabiban.

A világbajnokság tizenkilencedik, egyben utolsó versenyét, az abu-dzabi nagydíjat 2014. november 23-án rendezték meg Abu Dzabiban. A pályán egy kör 5,554 km, a verseny 55 körös volt. Ez volt az első futam a nagydíjak történetében, ahol dupla pontokat osztottak ki. A brit Will Stevens ezen a futamon debütált a Caterham színeiben.
A rajtot követően Hamilton azonnal megelőzte a pole-ból induló Rosberget, Bottas viszont előkelő harmadik helyéről még az első körben visszaesett a nyolcadikra. Alonso a 6. körben megkezdte a kerékcseréket. Hülkenberg 5 másodperces büntetést kapott Magnussen leszorításáért. Kvjat a 16. körben kiesett, később derült ki, hogy az autójában minden leállt. Maldonado autójának hátsó része a 28. körben lángra kapott, a pilóta félreállt, a versenyt feladta. Rosberg eközben folyamatosan lassult, a 35. körben már csak hetedik helyen haladt. Kobajasi a 45. körben szintén kiállt. Hamilton, Massa és Ricciardo haladt sokáig az élen, a verseny utolsó köreiben azonban Bottas megelőzte az ausztrál pilótát, aki így a negyedik helyre jött fel a boxból rajtolva. A futamot végül Hamilton nyerte Massa és Bottas előtt, utánuk végzett Ricciardo és Button. Pontot szerzett még Hülkenberg, Pérez, Vettel, Alonso és Räikkönen. Hamilton ezzel a győzelemmel összesen 384 pontot szerzett a szezon alatt, 67 pontos előnnyel nyerte meg a világbajnoki címet Rosberg előtt.
| Pozíció | #  | Pilóta          | Csapat/Motor      |
| ------- | -- | --------------- | ----------------- |
| 1.      | 44 | Lewis Hamilton  | Mercedes          |
| 2.      | 19 | Felipe Massa    | Williams-Mercedes |
| 3.      | 77 | Valtteri Bottas | Williams-Mercedes |

## Nagydíjak
A szezonzáró abu-dzabi nagydíjon dupla pontokat osztottak ki.
| #  | Nagydíj            | Pole pozíció   | Leggyorsabb kör  | Győztes pilóta   | Győztes konstruktőr | Összefoglaló |
| -- | ------------------ | -------------- | ---------------- | ---------------- | ------------------- | ------------ |
| 1  | Ausztrál nagydíj   | Lewis Hamilton | Nico Rosberg     | Nico Rosberg     | Mercedes            | Összefoglaló |
| 2  | Maláj nagydíj      | Lewis Hamilton | Lewis Hamilton   | Lewis Hamilton   | Mercedes            | Összefoglaló |
| 3  | Bahreini nagydíj   | Nico Rosberg   | Nico Rosberg     | Lewis Hamilton   | Mercedes            | Összefoglaló |
| 4  | Kínai nagydíj      | Lewis Hamilton | Nico Rosberg     | Lewis Hamilton   | Mercedes            | Összefoglaló |
| 5  | Spanyol nagydíj    | Lewis Hamilton | Sebastian Vettel | Lewis Hamilton   | Mercedes            | Összefoglaló |
| 6  | Monacói nagydíj    | Nico Rosberg   | Kimi Räikkönen   | Nico Rosberg     | Mercedes            | Összefoglaló |
| 7  | Kanadai nagydíj    | Nico Rosberg   | Felipe Massa     | Daniel Ricciardo | Red Bull-Renault    | Összefoglaló |
| 8  | Osztrák nagydíj    | Felipe Massa   | Sergio Pérez     | Nico Rosberg     | Mercedes            | Összefoglaló |
| 9  | Brit nagydíj       | Nico Rosberg   | Lewis Hamilton   | Lewis Hamilton   | Mercedes            | Összefoglaló |
| 10 | Német nagydíj      | Nico Rosberg   | Lewis Hamilton   | Nico Rosberg     | Mercedes            | Összefoglaló |
| 11 | Magyar nagydíj     | Nico Rosberg   | Nico Rosberg     | Daniel Ricciardo | Red Bull-Renault    | Összefoglaló |
| 12 | Belga nagydíj      | Nico Rosberg   | Nico Rosberg     | Daniel Ricciardo | Red Bull-Renault    | Összefoglaló |
| 13 | Olasz nagydíj      | Lewis Hamilton | Lewis Hamilton   | Lewis Hamilton   | Mercedes            | Összefoglaló |
| 14 | Szingapúri nagydíj | Lewis Hamilton | Lewis Hamilton   | Lewis Hamilton   | Mercedes            | Összefoglaló |
| 15 | Japán nagydíj      | Nico Rosberg   | Lewis Hamilton   | Lewis Hamilton   | Mercedes            | Összefoglaló |
| 16 | Orosz nagydíj      | Lewis Hamilton | Valtteri Bottas  | Lewis Hamilton   | Mercedes            | Összefoglaló |
| 17 | Amerikai nagydíj   | Nico Rosberg   | Sebastian Vettel | Lewis Hamilton   | Mercedes            | Összefoglaló |
| 18 | Brazil nagydíj     | Nico Rosberg   | Lewis Hamilton   | Nico Rosberg     | Mercedes            | Összefoglaló |
| 19 | Abu-Dzabi nagydíj  | Nico Rosberg   | Daniel Ricciardo | Lewis Hamilton   | Mercedes            | Összefoglaló |

## Eredmények

### Versenyzők
| Helyezés | 1. | 2. | 3. | 4. | 5. | 6. | 7. | 8. | 9. | 10. | 11–22. |  | 2×           |
| -------- | -- | -- | -- | -- | -- | -- | -- | -- | -- | --- | ------ |  | ------------ |
| Pont     | 25 | 18 | 15 | 12 | 10 | 8  | 6  | 4  | 2  | 1   | 0      |  | Dupla pontok |

| Helyezés | 1. | 2. | 3. | 4. | 5. | 6. | 7. | 8. | 9. | 10. | 11–22. |
| -------- | -- | -- | -- | -- | -- | -- | -- | -- | -- | --- | ------ |
| Pont     | 50 | 36 | 30 | 24 | 20 | 16 | 12 | 8  | 4  | 2   | 0      |

(Félkövér: pole-pozíció, dőlt: leggyorsabb kör, a színkódokról részletes információ itt található)
| Helyezés | Versenyző         | Rajt- szám | AUS | MAL | BHR | CHN | ESP | MON | CAN | AUT | GBR | GER | HUN | BEL | ITA | SIN | JPN | RUS | USA | BRA | UAE | Pont |
| 1.       | Lewis Hamilton    | 44         | ki  | 1   | 1   | 1   | 1   | 2   | ki  | 2   | 1   | 3   | 3   | ki  | 1   | 1   | 1   | 1   | 1   | 2   | 1   | 384  |
| 2.       | Nico Rosberg      | 6          | 1   | 2   | 2   | 2   | 2   | 1   | 2   | 1   | ki  | 1   | 4   | 2   | 2   | ki  | 2   | 2   | 2   | 1   | 14  | 317  |
| 3.       | Daniel Ricciardo  | 3          | kiz | ki  | 4   | 4   | 3   | 3   | 1   | 8   | 3   | 6   | 1   | 1   | 5   | 3   | 4   | 7   | 3   | ki  | 4   | 238  |
| 4.       | Valtteri Bottas   | 77         | 5   | 8   | 8   | 7   | 5   | ki  | 7   | 3   | 2   | 2   | 8   | 3   | 4   | 11  | 6   | 3   | 5   | 10  | 3   | 186  |
| 5.       | Sebastian Vettel  | 1          | ki  | 3   | 6   | 5   | 4   | ki  | 3   | ki  | 5   | 4   | 7   | 5   | 6   | 2   | 3   | 8   | 7   | 5   | 8   | 167  |
| 6.       | Fernando Alonso   | 14         | 4   | 4   | 9   | 3   | 6   | 4   | 6   | 5   | 6   | 5   | 2   | 7   | ki  | 4   | ki  | 6   | 6   | 6   | 9   | 161  |
| 7.       | Felipe Massa      | 19         | ki  | 7   | 7   | 15  | 13  | 7   | 12† | 4   | ki  | ki  | 5   | 13  | 3   | 5   | 7   | 11  | 4   | 3   | 2   | 134  |
| 8.       | Jenson Button     | 22         | 3   | 6   | 17† | 11  | 11  | 6   | 4   | 11  | 4   | 8   | 10  | 6   | 8   | ki  | 5   | 4   | 12  | 4   | 5   | 126  |
| 9.       | Nico Hülkenberg   | 27         | 6   | 5   | 5   | 6   | 10  | 5   | 5   | 9   | 8   | 7   | ki  | 10  | 12  | 9   | 8   | 12  | ki  | 8   | 6   | 96   |
| 10.      | Sergio Pérez      | 11         | 10  | ni  | 3   | 9   | 9   | ki  | 11† | 6   | 11  | 10  | ki  | 8   | 7   | 7   | 10  | 10  | ki  | 15  | 7   | 59   |
| 11.      | Kevin Magnussen   | 20         | 2   | 9   | ki  | 13  | 12  | 10  | 9   | 7   | 7   | 9   | 12  | 12  | 10  | 10  | 14  | 5   | 8   | 9   | 11  | 55   |
| 12.      | Kimi Räikkönen    | 7          | 7   | 12  | 10  | 8   | 7   | 12  | 10  | 10  | ki  | 11  | 6   | 4   | 9   | 8   | 12  | 9   | 13  | 7   | 10  | 55   |
| 13.      | Jean-Éric Vergne  | 25         | 8   | ki  | ki  | 12  | ki  | ki  | 8   | ki  | 10  | 13  | 9   | 11  | 13  | 6   | 9   | 13  | 10  | 13  | 12  | 22   |
| 14.      | Romain Grosjean   | 8          | ki  | 11  | 12  | ki  | 8   | 8   | ki  | 14  | 12  | ki  | ki  | ki  | 16  | 13  | 15  | 17  | 11  | 17† | 13  | 8    |
| 15.      | Danyiil Kvjat     | 26         | 9   | 10  | 11  | 10  | 14  | ki  | ki  | ki  | 9   | ki  | 14  | 9   | 11  | 14  | 11  | 14  | 15  | 11  | ki  | 8    |
| 16.      | Pastor Maldonado  | 13         | ki  | ki  | 14  | 14  | 15  | ni  | ki  | 12  | 17† | 12  | 13  | ki  | 14  | 12  | 16  | 18  | 9   | 12  | ki  | 2    |
| 17.      | Jules Bianchi     | 17         | hn  | ki  | 16  | 17  | 18  | 9   | ki  | 15  | 14  | 15  | 15  | 18† | 18  | 16  | 20† | sér | sér | sér | sér | 2    |
| 18.      | Adrian Sutil      | 99         | 11  | ki  | ki  | ki  | 17  | ki  | 13  | 13  | 13  | ki  | 11  | 14  | 15  | ki  | 21† | 16  | ki  | 16  | 16  | 0    |
| 19.      | Marcus Ericsson   | 9          | ki  | 14  | ki  | 20  | 20  | 11  | ki  | 18  | ki  | 18  | ki  | 17  | 19  | 15  | 17  | 19  |     |     |     | 0    |
| 20.      | Esteban Gutiérrez | 21         | 12  | ki  | ki  | 16  | 16  | ki  | 14† | 19  | ki  | 14  | ki  | 15  | 20  | ki  | 13  | 15  | 14  | 14  | 15  | 0    |
| 21.      | Max Chilton       | 4          | 13  | 15  | 13  | 19  | 19  | 14  | ki  | 17  | 16  | 17  | 16  | 16  | ki  | 17  | 18  | ki  |     |     |     | 0    |
| 22.      | Kobajasi Kamui    | 10         | ki  | 13  | 15  | 18  | ki  | 13  | ki  | 16  | 15  | 16  | ki  |     | 17  | ni  | 19  | ki  |     |     | ki  | 0    |
| 23.      | Will Stevens      | 46         |     |     |     |     |     |     |     |     |     |     |     |     |     |     |     |     |     |     | 17  | 0    |
| —        | André Lotterer    | 45         |     |     |     |     |     |     |     |     |     |     |     | ki  |     |     |     |     |     |     |     | 0    |
| —        | Alexander Rossi   | 42         |     |     |     |     |     |     |     |     |     |     |     |     |     |     |     | vi  |     |     |     | 0    |
| Helyezés | Versenyző         | Rajt- szám | AUS | MAL | BHR | CHN | ESP | MON | CAN | AUT | GBR | GER | HUN | BEL | ITA | SIN | JPN | RUS | USA | BRA | UAE | Pont |

Megjegyzés:
- † – Nem fejezte be a futamot, de rangsorolva lett, mert teljesítette a versenytáv 90%-át.
- ‑ Újonc pilóta
- ‑ Visszatérő pilóta

### Konstruktőrök
| Helyezés | Csapat               | Rajt- szám | AUS | MAL | BHR | CHN | ESP | MON | CAN | AUT | GBR | GER | HUN | BEL | ITA | SIN | JPN | RUS | USA | BRA | UAE | Pont |
| 1.       | Mercedes             | 6          | 1   | 2   | 2   | 2   | 2   | 1   | 2   | 1   | ki  | 1   | 4   | 2   | 2   | ki  | 2   | 2   | 2   | 1   | 14  | 701  |
| 1.       | Mercedes             | 44         | ki  | 1   | 1   | 1   | 1   | 2   | ki  | 2   | 1   | 3   | 3   | ki  | 1   | 1   | 1   | 1   | 1   | 2   | 1   | 701  |
| 2.       | Red Bull-Renault     | 1          | ki  | 3   | 6   | 5   | 4   | ki  | 3   | ki  | 5   | 4   | 7   | 5   | 6   | 2   | 3   | 8   | 7   | 5   | 8   | 405  |
| 2.       | Red Bull-Renault     | 3          | kiz | ki  | 4   | 4   | 3   | 3   | 1   | 8   | 3   | 6   | 1   | 1   | 5   | 3   | 4   | 7   | 3   | ki  | 4   | 405  |
| 3.       | Williams-Mercedes    | 19         | ki  | 7   | 7   | 15  | 13  | 7   | 12† | 4   | ki  | ki  | 5   | 13  | 3   | 5   | 7   | 11  | 4   | 3   | 2   | 320  |
| 3.       | Williams-Mercedes    | 77         | 5   | 8   | 8   | 7   | 5   | ki  | 7   | 3   | 2   | 2   | 8   | 3   | 4   | 11  | 6   | 3   | 5   | 10  | 3   | 320  |
| 4.       | Ferrari              | 7          | 7   | 12  | 10  | 8   | 8   | 12  | 10  | 10  | ki  | 11  | 6   | 4   | 9   | 8   | 12  | 9   | 13  | 7   | 10  | 216  |
| 4.       | Ferrari              | 14         | 4   | 4   | 9   | 3   | 7   | 4   | 6   | 5   | 6   | 5   | 2   | 7   | ki  | 4   | ki  | 6   | 6   | 6   | 9   | 216  |
| 5.       | McLaren-Mercedes     | 20         | 2   | 9   | ki  | 13  | 12  | 10  | 9   | 7   | 7   | 9   | 12  | 12  | 10  | 10  | 14  | 5   | 8   | 9   | 11  | 181  |
| 5.       | McLaren-Mercedes     | 22         | 3   | 6   | 17† | 11  | 11  | 6   | 4   | 11  | 4   | 8   | 10  | 6   | 8   | ki  | 5   | 4   | 12  | 4   | 5   | 181  |
| 6.       | Force India-Mercedes | 11         | 10  | ni  | 3   | 9   | 9   | ki  | 11† | 6   | 11  | 10  | ki  | 8   | 7   | 7   | 10  | 10  | ki  | 15  | 7   | 155  |
| 6.       | Force India-Mercedes | 27         | 6   | 5   | 5   | 6   | 10  | 5   | 5   | 9   | 8   | 7   | ki  | 10  | 12  | 9   | 8   | 12  | ki  | 8   | 6   | 155  |
| 7.       | Toro Rosso-Renault   | 25         | 8   | ki  | ki  | 12  | ki  | ki  | 8   | ki  | 10  | 13  | 9   | 11  | 13  | 6   | 9   | 13  | 10  | 13  | 12  | 30   |
| 7.       | Toro Rosso-Renault   | 26         | 9   | 10  | 11  | 10  | 14  | ki  | ki  | ki  | 9   | ki  | 14  | 9   | 11  | 14  | 11  | 14  | 15  | 11  | ki  | 30   |
| 8.       | Lotus-Renault        | 8          | ki  | 11  | 12  | ki  | 8   | 8   | ki  | 14  | 12  | ki  | ki  | ki  | 16  | 13  | 15  | 17  | 11  | 17† | 13  | 10   |
| 8.       | Lotus-Renault        | 13         | ki  | ki  | 14  | 14  | 15  | ni  | ki  | 12  | 17† | 12  | 13  | ki  | 14  | 12  | 16  | 18  | 9   | 12  | ki  | 10   |
| 9.       | Marussia-Ferrari     | 4          | 13  | 15  | 13  | 19  | 19  | 14  | ki  | 17  | 16  | 17  | 16  | 16  | ki  | 17  | 18  | ki  | nj  | nj  | nj  | 2    |
| 9.       | Marussia-Ferrari     | 17         | hn  | ki  | 16  | 17  | 18  | 9   | ki  | 15  | 14  | 15  | 15  | 18† | 18  | 16  | 20† | sér | sér | sér | sér | 2    |
| 10.      | Sauber-Ferrari       | 21         | 12  | ki  | ki  | 16  | 16  | ki  | 14† | 19  | ki  | 14  | ki  | 15  | 20  | ki  | 13  | 15  | 14  | 14  | 15  | 0    |
| 10.      | Sauber-Ferrari       | 99         | 11  | ki  | ki  | ki  | 17  | ki  | 13  | 13  | 13  | ki  | 11  | 14  | 15  | ki  | 21† | 16  | ki  | 16  | 16  | 0    |
| 11.      | Caterham-Renault     | 9          | ki  | 14  | ki  | 20  | 20  | 11  | ki  | 18  | ki  | 18  | ki  | 17  | 19  | 15  | 17  | 19  | nj  | nj  |     | 0    |
| 11.      | Caterham-Renault     | 10         | ki  | 13  | 15  | 18  | ki  | 13  | ki  | 16  | 15  | 16  | ki  |     | 17  | ni  | 19  | ki  | nj  | nj  | ki  | 0    |
| 11.      | Caterham-Renault     | 45         |     |     |     |     |     |     |     |     |     |     |     | ki  |     |     |     |     |     |     |     | 0    |
| 11.      | Caterham-Renault     | 46         |     |     |     |     |     |     |     |     |     |     |     |     |     |     |     |     |     |     | 17  | 0    |
| Helyezés | Versenyző            | Rajt- szám | AUS | MAL | BHR | CHN | ESP | MON | CAN | AUT | GBR | GER | HUN | BEL | ITA | SIN | JPN | RUS | USA | BRA | UAE | Pont |

Megjegyzés:
- † — Nem fejezte be a futamot, de rangsorolva lett, mert teljesítette a versenytáv 90%-át.

### Időmérő edzések
| Helyezés | Pole pozíció | A Q3-ba jutott | Kiesett a Q2-ben | Kiesett a Q1-ben | Nem kvalifikált |
| -------- | ------------ | -------------- | ---------------- | ---------------- | --------------- |
| Színkód  | 1.           | 2–10.          | 11–16.           | 17–22.           | nk              |

| Helyezés | Pole pozíció | A Q3-ba jutott | Kiesett a Q2-ben | Kiesett a Q1-ben | Nem kvalifikált |
| -------- | ------------ | -------------- | ---------------- | ---------------- | --------------- |
| Színkód  | 1.           | 2–10.          | 11–15.           | 16–20.           | nk              |

| Helyezés | Pole pozíció | A Q3-ba jutott | Kiesett a Q2-ben | Kiesett a Q1-ben | Nem kvalifikált |
| -------- | ------------ | -------------- | ---------------- | ---------------- | --------------- |
| Színkód  | 1.           | 2–10.          | 11–14.           | 15–18.           | nk              |

| Helyezés | Versenyző         | Rajt- szám | AUS | MAL | BHR | CHN | ESP | MON | CAN | AUT | GBR | GER | HUN | BEL | ITA | SIN | JPN | RUS | USA | BRA | ABU |
| 1.       | Lewis Hamilton    | 44         | 1   | 1   | 2   | 1   | 1   | 2   | 2   | 9   | 6   | 16† | nk  | 2   | 1   | 1   | 2   | 1   | 2   | 2   | 2   |
| 2.       | Nico Rosberg      | 6          | 3   | 3   | 1   | 4   | 2   | 1   | 1   | 3   | 1   | 1   | 1   | 1   | 2   | 2   | 1   | 2   | 1   | 1   | 1   |
| 3.       | Daniel Ricciardo  | 3          | 2   | 5   | 3†  | 2   | 3   | 3   | 6   | 5   | 8   | 5   | 4   | 5   | 9   | 3   | 6   | 7   | 5   | 9   | 5†  |
| 4.       | Valtteri Bottas   | 77         | 10† | 15† | 4   | 7   | 4   | 13  | 4   | 2   | 17  | 2   | 3   | 6   | 3   | 8   | 3   | 3   | 3   | 4   | 3   |
| 5.       | Sebastian Vettel  | 1          | 13  | 2   | 11  | 3   | 10† | 4   | 3   | 13  | 2   | 6   | 2   | 3   | 8   | 4   | 9   | 11  | 17† | 6   | 6†  |
| 6.       | Fernando Alonso   | 14         | 5   | 4   | 10  | 5   | 7   | 5   | 7   | 4   | 19  | 7   | 5   | 4   | 7   | 5   | 5   | 8   | 6   | 8   | 10  |
| 7.       | Felipe Massa      | 19         | 9   | 13  | 8   | 6   | 9   | 16  | 5   | 1   | 18  | 3   | 6   | 9   | 4   | 6   | 4   | 18  | 4   | 3   | 4   |
| 8.       | Jenson Button     | 22         | 11  | 10  | 7   | 12  | 8   | 12  | 9   | 12  | 3   | 11  | 7   | 10  | 6   | 11  | 8   | 4   | 7†  | 5   | 8   |
| 9.       | Nico Hülkenberg   | 27         | 7   | 7   | 12  | 8   | 11  | 11  | 11  | 10  | 4   | 9   | 9   | 18  | 14  | 13  | 14  | 12† | 13  | 12  | 14  |
| 10.      | Sergio Pérez      | 11         | 16  | 14  | 5   | 16  | 12  | 10  | 13  | 11† | 7   | 10  | 13  | 13  | 10  | 15  | 12  | 13  | 12  | 17† | 13  |
| 11.      | Kevin Magnussen   | 20         | 4   | 8   | 9   | 15  | 15  | 8   | 12  | 6   | 5   | 4   | 10† | 7   | 5   | 9   | 7   | 6†  | 8   | 7   | 11  |
| 12.      | Kimi Räikkönen    | 7          | 12  | 6   | 6   | 11  | 6   | 6   | 10  | 8   | 20  | 12  | 17  | 8   | 12  | 7   | 10  | 9   | 9   | 10  | 9   |
| 13.      | Jean-Éric Vergne  | 25         | 6   | 9   | 14  | 9   | 16† | 7   | 8   | 15  | 10  | 13  | 8   | 12  | 13  | 12  | 11† | 10  | 15  | 16  | 12  |
| 14.      | Romain Grosjean   | 8          | 21  | 16  | 16  | 10  | 5   | 14  | 14  | 16  | 11  | 15  | 15  | 15  | 18  | 16  | 18  | 16  | 18  | 15  | 16† |
| 15.      | Danyiil Kvjat     | 26         | 8   | 11  | 13  | 13  | 13  | 9   | 15  | 7   | 9   | 8   | 11  | 11  | 11† | 10  | 13  | 5   | 14† | 14† | 7   |
| 16.      | Pastor Maldonado  | 13         | nk  | 17  | 17  | nk  | nk  | 15  | 17  | 14  | 15† | 19  | nk  | 17  | 17  | 18  | 17† | 20† | 11  | 18  | 18  |
| 17.      | Jules Bianchi     | 17         | 18  | 19  | 20  | 19  | 19  | 19† | 19  | 19  | 12  | 18  | 16  | 16  | 20  | 19  | 20  | sér | sér | sér | sér |
| 18.      | Adrian Sutil      | 99         | 14  | 18  | 18† | 14  | 17  | 18  | 16  | 17  | 16  | 17  | 12  | 14  | 15  | 17  | 15  | 15  | 10  | 13  | 15  |
| 19.      | Marcus Ericsson   | 9          | 20  | 22  | 21  | 20  | 20  | 22  | 21  | 22  | nk  | nk  | 20  | 22  | 22  | 22  | 19  | 17  | nj  | nj  |     |
| 20.      | Esteban Gutiérrez | 21         | 19† | 12  | 15  | 17  | 14  | 17  | nk  | 18  | 14† | 14† | 14  | 20  | 16  | 14  | 16  | 14  | 16  | 11  | 17  |
| 21.      | Max Chilton       | 4          | 17  | 21  | 22  | 21  | 18  | 20  | 18  | 21† | 13† | 21  | 19  | 19  | 21  | 21  | 22  | 21† | nj  | nj  | nj  |
| 22.      | Kobajasi Kamui    | 10         | 15  | 20  | 19  | 18  | 21  | 21  | 20† | 20  | nk  | 20  | 18  |     | 19  | 20  | 21  | 19  | nj  | nj  | 19  |
| 23.      | Will Stevens      | 46         |     |     |     |     |     |     |     |     |     |     |     |     |     |     |     |     |     |     | 20  |
| 24.      | André Lotterer    | 45         |     |     |     |     |     |     |     |     |     |     |     | 21  |     |     |     |     |     |     |     |
| Helyezés | Versenyző         | Rajt- szám | AUS | MAL | BHR | CHN | ESP | MON | CAN | AUT | GBR | GER | HUN | BEL | ITA | SIN | JPN | RUS | USA | BRA | ABU |

Megjegyzés:
A táblázatban az időmérő edzésen elért eredmények, és nem a hivatalos rajtpozíciók szerepelnek.
- † — A rajtpozíció változott az időmérő edzésen elért helyezéshez képest (nem számítva az egyik versenyző hátrasorolásából következő előrelépést és a boxutcából való indulást). A részletekért lásd a futamok szócikkeit.

## Statisztikák

### Versenyzők
| #   | +/- | Versenyző         | Rsz. | Csapat               | Rajt | Győzelem | DH | Pole | LK | Pont | P+/– |
| --- | --- | ----------------- | ---- | -------------------- | ---- | -------- | -- | ---- | -- | ---- | ---- |
| 1.  | +3  | Lewis Hamilton    | 44   | Mercedes             | 19   | 11       | 16 | 7    | 7  | 384  | +195 |
| 2.  | +4  | Nico Rosberg      | 6    | Mercedes             | 19   | 5        | 15 | 11   | 5  | 317  | +146 |
| 3.  | +11 | Daniel Ricciardo  | 3    | Red Bull-Renault     | 19   | 3        | 8  | 0    | 1  | 238  | +218 |
| 4.  | +13 | Valtteri Bottas   | 77   | Williams-Mercedes    | 19   | 0        | 6  | 0    | 1  | 186  | +182 |
| 5.  | –4  | Sebastian Vettel  | 1    | Red Bull-Renault     | 19   | 0        | 4  | 0    | 2  | 167  | –230 |
| 6.  | –4  | Fernando Alonso   | 14   | Ferrari              | 19   | 0        | 2  | 0    | 0  | 161  | –81  |
| 7.  | +1  | Felipe Massa      | 19   | Williams-Mercedes    | 19   | 0        | 3  | 1    | 1  | 134  | +22  |
| 8.  | +1  | Jenson Button     | 22   | McLaren-Mercedes     | 19   | 0        | 1  | 0    | 0  | 126  | +53  |
| 9.  | +1  | Nico Hülkenberg   | 27   | Force India-Mercedes | 19   | 0        | 0  | 0    | 0  | 96   | +45  |
| 10. | +1  | Sergio Pérez      | 11   | Force India-Mercedes | 18   | 0        | 1  | 0    | 1  | 59   | +10  |
| 11. | –   | Kevin Magnussen   | 20   | McLaren-Mercedes     | 19   | 0        | 1  | 0    | 0  | 55   | –    |
| 12. | –7  | Kimi Räikkönen    | 7    | Ferrari              | 19   | 0        | 0  | 0    | 1  | 55   | –128 |
| 13. | +2  | Jean-Éric Vergne  | 25   | Toro Rosso-Renault   | 19   | 0        | 0  | 0    | 0  | 22   | +9   |
| 14. | –7  | Romain Grosjean   | 8    | Lotus-Renault        | 19   | 0        | 0  | 0    | 0  | 8    | –124 |
| 15. | –   | Danyiil Kvjat     | 26   | Toro Rosso-Renault   | 19   | 0        | 0  | 0    | 0  | 8    | –    |
| 16. | +2  | Pastor Maldonado  | 13   | Lotus-Renault        | 18   | 0        | 0  | 0    | 0  | 2    | +1   |
| 17. | +2  | Jules Bianchi     | 17   | Marussia-Ferrari     | 15   | 0        | 0  | 0    | 0  | 2    | +2   |
| 18. | –5  | Adrian Sutil      | 99   | Sauber-Ferrari       | 19   | 0        | 0  | 0    | 0  | 0    | –29  |
| 19. | –   | Marcus Ericsson   | 9    | Caterham-Renault     | 16   | 0        | 0  | 0    | 0  | 0    | –    |
| 20. | –4  | Esteban Gutiérrez | 21   | Sauber-Ferrari       | 19   | 0        | 0  | 0    | 0  | 0    | –6   |
| 21. | +2  | Max Chilton       | 4    | Marussia-Ferrari     | 16   | 0        | 0  | 0    | 0  | 0    | 0    |
| 22. | –   | Kobajasi Kamui    | 10   | Caterham-Renault     | 15   | 0        | 0  | 0    | 0  | 0    | –    |
| 23. | –   | Will Stevens      | 46   | Caterham-Renault     | 1    | 0        | 0  | 0    | 0  | 0    | –    |
| 24. | –   | André Lotterer    | 45   | Caterham-Renault     | 1    | 0        | 0  | 0    | 0  | 0    | –    |

- +/- A versenyző helyezése a 2013-as világbajnoksághoz képest.

### Konstruktőrök
| #   | +/- | Csapat      | Modell | Motor    | Gumi | Start | Győzelem | Dobogó | PP | LK | Pont | P+/– |
| --- | --- | ----------- | ------ | -------- | ---- | ----- | -------- | ------ | -- | -- | ---- | ---- |
| 1.  | +1  | Mercedes    | W05    | Mercedes | P    | 19    | 16       | 31     | 18 | 12 | 701  | +341 |
| 2.  | –1  | Red Bull    | RB10   | Renault  | P    | 19    | 3        | 12     | 0  | 3  | 405  | –191 |
| 3.  | +6  | Williams    | FW36   | Mercedes | P    | 19    | 0        | 9      | 1  | 2  | 320  | +315 |
| 4.  | –1  | Ferrari     | F14 T  | Ferrari  | P    | 19    | 0        | 2      | 0  | 1  | 216  | –138 |
| 5.  | 0   | McLaren     | MP4-29 | Mercedes | P    | 19    | 0        | 2      | 0  | 0  | 181  | +59  |
| 6.  | 0   | Force India | VJM07  | Mercedes | P    | 19    | 0        | 1      | 0  | 1  | 155  | +78  |
| 7.  | +1  | Toro Rosso  | STR9   | Renault  | P    | 19    | 0        | 0      | 0  | 0  | 30   | –3   |
| 8.  | –4  | Lotus       | E22    | Renault  | P    | 19    | 0        | 0      | 0  | 0  | 10   | –305 |
| 9.  | +1  | Marussia    | MR03   | Ferrari  | P    | 16    | 0        | 0      | 0  | 0  | 2    | +2   |
| 10. | –3  | Sauber      | C33    | Ferrari  | P    | 19    | 0        | 0      | 0  | 0  | 0    | –57  |
| 11. | 0   | Caterham    | CT05   | Renault  | P    | 17    | 0        | 0      | 0  | 0  | 0    | 0    |

- +/- A csapat helyezése a 2013-as világbajnoksághoz képest.

## Csapattársak egymás elleni eredményei
Megjegyzés: Döntetlen esetén (időmérő edzések esetén ha egyik pilóta sem tudta kvalifikálni magát a futamra, versenyek esetén pedig ha mindkét pilóta kiesett vagy helyezetlenül ért célba, továbbá ha a korábbi csapattárs helyett más pilóta volt a csapattársa a futamon) a verseny nem számít bele az egymás elleni állásba. Ugyanez a helyzet áll fenn akkor, ha a csapat csak az egyik pilótáját indította a versenyen (ebben az évben az orosz nagydíjon Jules Bianchi sérülése miatt csak Max Chilton indult a Marussia színeiben), valamint ha a csapat nem vett részt az adott nagydíjon (ebben az évben a Caterham és a Marussia is kihagyott futamokat csődeljárás miatt). Emiatt előfordul, hogy egyes csapatoknál a szezon végén nem jön ki mind a 19 verseny.
| Időmérő edzések | Időmérő edzések   | Időmérő edzések | Időmérő edzések  | Időmérő edzések | Csapat               | Versenyek | Versenyek         | Versenyek | Versenyek        | Versenyek |
| Rajtszám        | Pilóta            | Állás           | Pilóta           | Rajtszám        | Csapat               | Rajtszám  | Pilóta            | Állás     | Pilóta           | Rajtszám  |
| --------------- | ----------------- | --------------- | ---------------- | --------------- | -------------------- | --------- | ----------------- | --------- | ---------------- | --------- |
| 6               | Nico Rosberg      | 12–7            | Lewis Hamilton   | 44              | Mercedes             | 6         | Nico Rosberg      | 7–12      | Lewis Hamilton   | 44        |
| 1               | Sebastian Vettel  | 7–12            | Daniel Ricciardo | 3               | Red Bull-Renault     | 1         | Sebastian Vettel  | 5–13      | Daniel Ricciardo | 3         |
| 19              | Felipe Massa      | 6–13            | Valtteri Bottas  | 77              | Williams-Mercedes    | 19        | Felipe Massa      | 9–10      | Valtteri Bottas  | 77        |
| 7               | Kimi Räikkönen    | 3–16            | Fernando Alonso  | 14              | Ferrari              | 7         | Kimi Räikkönen    | 3–16      | Fernando Alonso  | 14        |
| 20              | Kevin Magnussen   | 9–10            | Jenson Button    | 22              | McLaren-Mercedes     | 20        | Kevin Magnussen   | 4–15      | Jenson Button    | 22        |
| 11              | Sergio Pérez      | 7–12            | Nico Hülkenberg  | 27              | Force India-Mercedes | 11        | Sergio Pérez      | 7–10      | Nico Hülkenberg  | 27        |
| 25              | Jean-Éric Vergne  | 7–12            | Danyiil Kvjat    | 26              | Toro Rosso-Renault   | 25        | Jean-Éric Vergne  | 9–8       | Danyiil Kvjat    | 26        |
| 8               | Romain Grosjean   | 15–4            | Pastor Maldonado | 13              | Lotus-Renault        | 8         | Romain Grosjean   | 8–8       | Pastor Maldonado | 13        |
| 4               | Max Chilton       | 3–12            | Jules Bianchi    | 17              | Marussia-Ferrari     | 4         | Max Chilton       | 5–9       | Jules Bianchi    | 17        |
| 21              | Esteban Gutiérrez | 9–10            | Adrian Sutil     | 99              | Sauber-Ferrari       | 21        | Esteban Gutiérrez | 8–7       | Adrian Sutil     | 99        |
| 9               | Marcus Ericsson   | 4–11            | Kobajasi Kamui   | 10              | Caterham-Renault     | 9         | Marcus Ericsson   | 5–7       | Kobajasi Kamui   | 10        |
| 9               | Marcus Ericsson   | 0–1             | André Lotterer   | 45              | Caterham-Renault     | 9         | Marcus Ericsson   | 1–0       | André Lotterer   | 45        |
| 10              | Kobajasi Kamui    | 1–0             | Will Stevens     | 46              | Caterham-Renault     | 10        | Kobajasi Kamui    | 0–1       | Will Stevens     | 46        |

### Csapat színkódok
2014-től a Formula–1-es közvetítések során az egyes csapatokhoz tartozó pilóták nevei mellett az adott csapathoz egységesen hozzárendelt szín szerepel, a könnyebb megkülönböztethetőség kedvéért.
| Csapat  | Red Bull | Mercedes | Ferrari | Lotus | McLaren | Force India | Sauber | Toro Rosso | Williams | Marussia | Caterham |
| ------- | -------- | -------- | ------- | ----- | ------- | ----------- | ------ | ---------- | -------- | -------- | -------- |
| Színkód |          |          |         |       |         |             |        |            |          |          |          |